# 訃報 2019年2月
訃報 2019年2月（ふほう 2019ねん2がつ）では、2019年2月に物故した、又は物故が報じられた人物についてまとめる。

## (1日 - 14日)

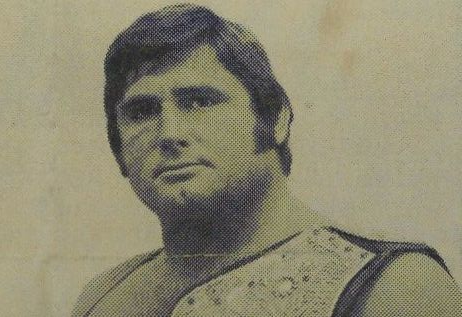
レス・ソントン／2月1日没

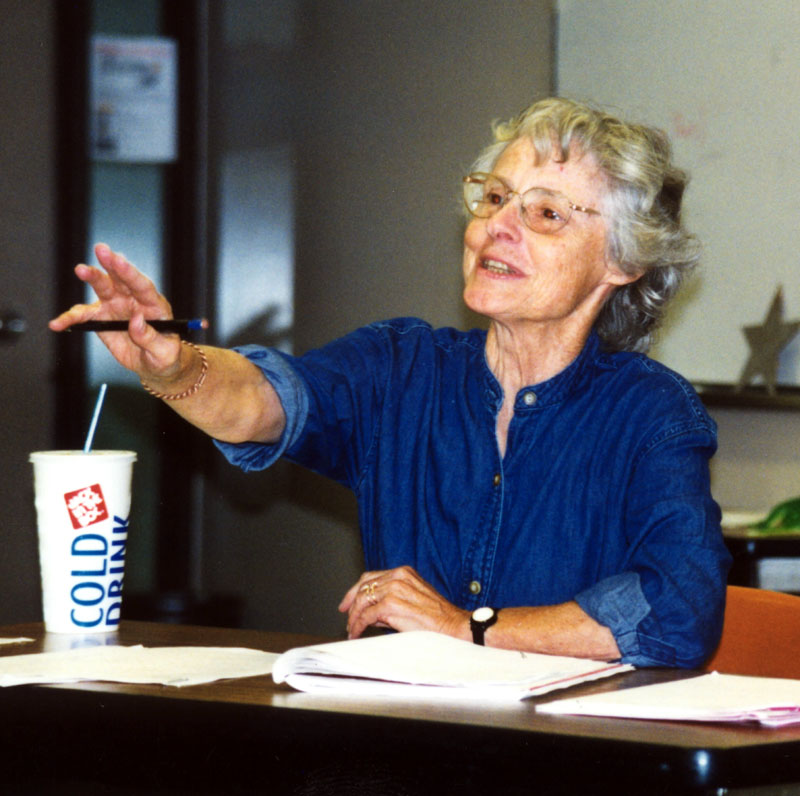
キャロル・エムシュウィラー／2月2日没

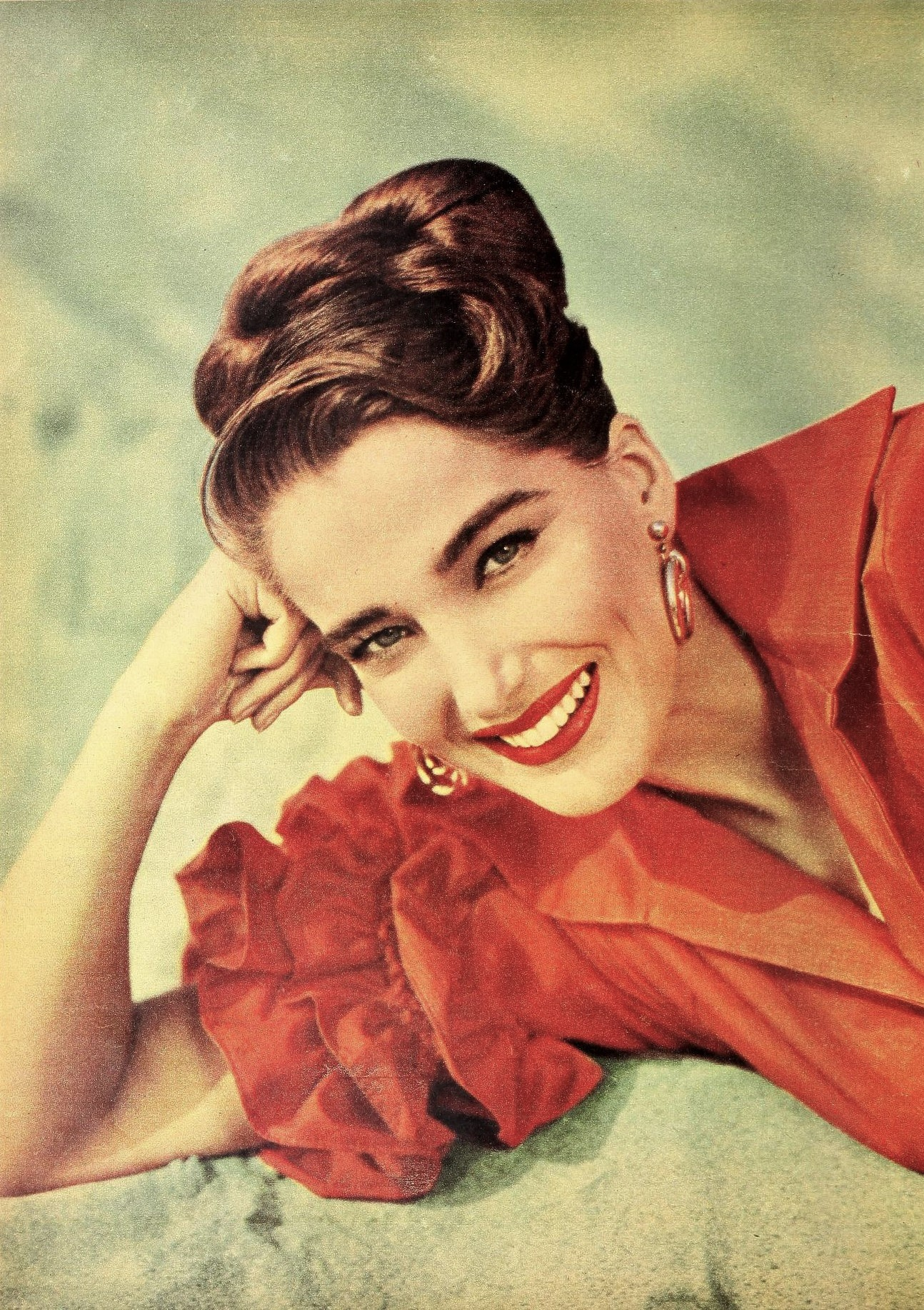
ジュリー・アダムス／2月3日没

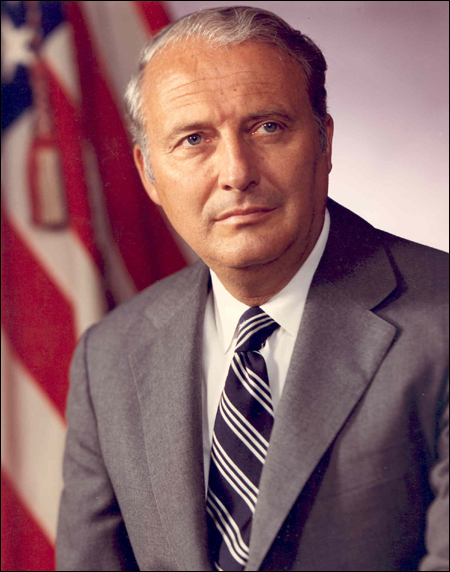
ジョン・オソ・マーシュ・ジュニア／2月4日没

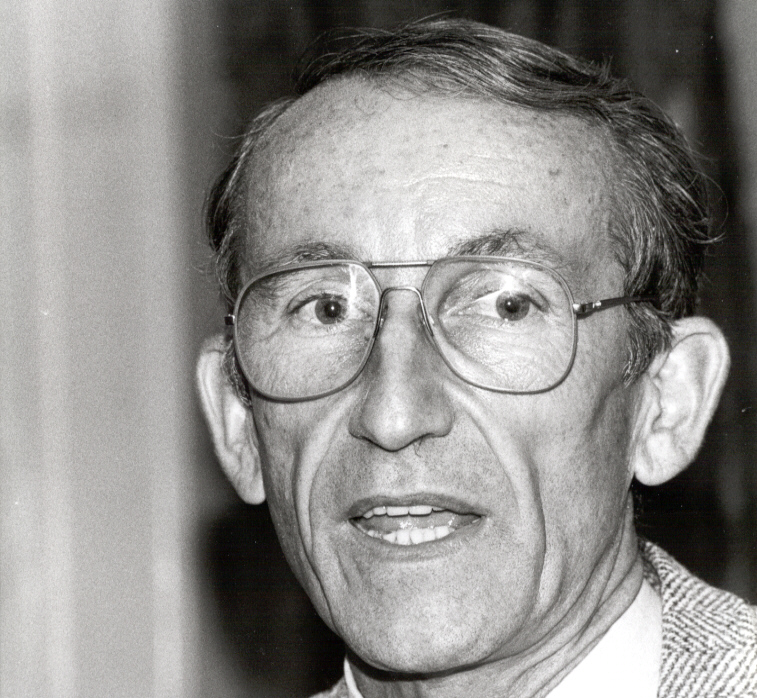
ブルーノ・メッサーリ／2月4日没

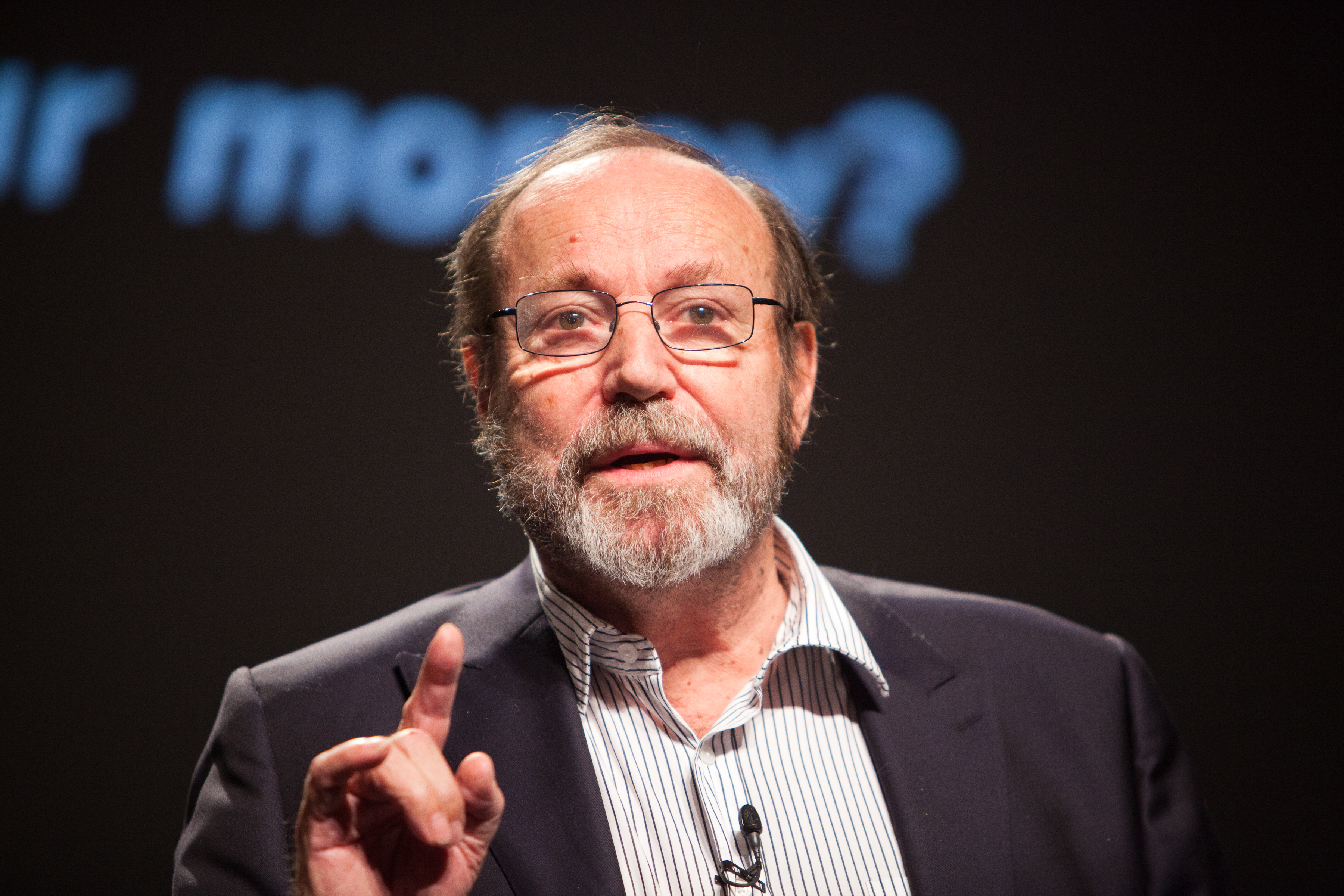
ベルナルド・リエター／2月4日没

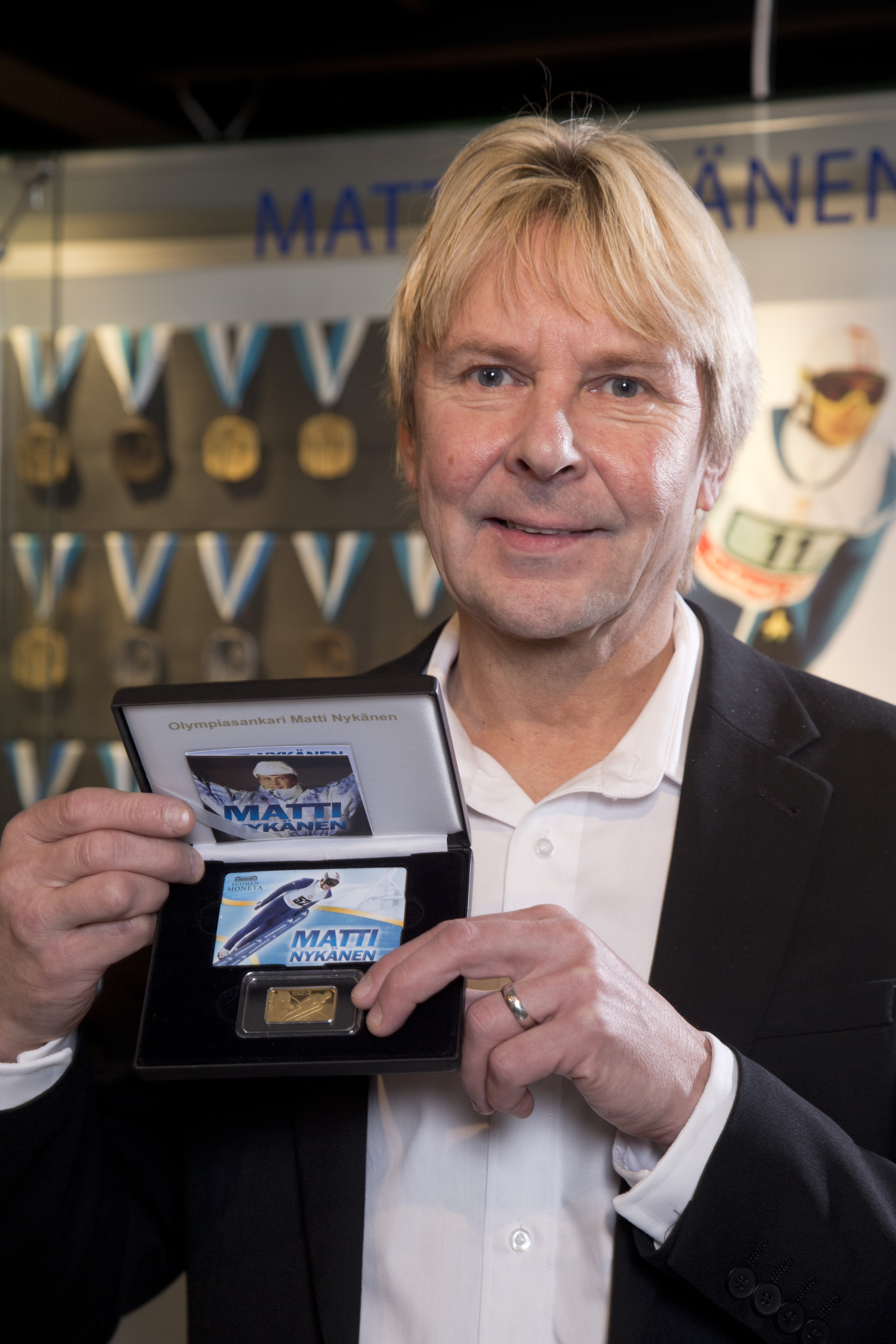
マッチ・ニッカネン／2月4日没

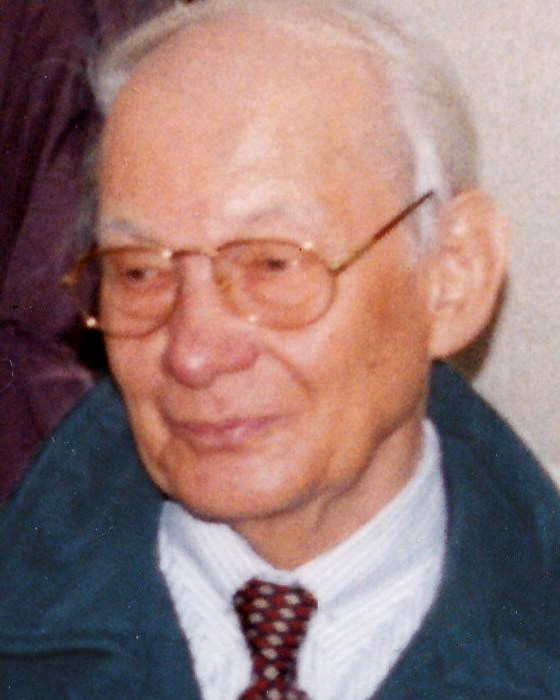
マンフレート・アイゲン／2月6日没

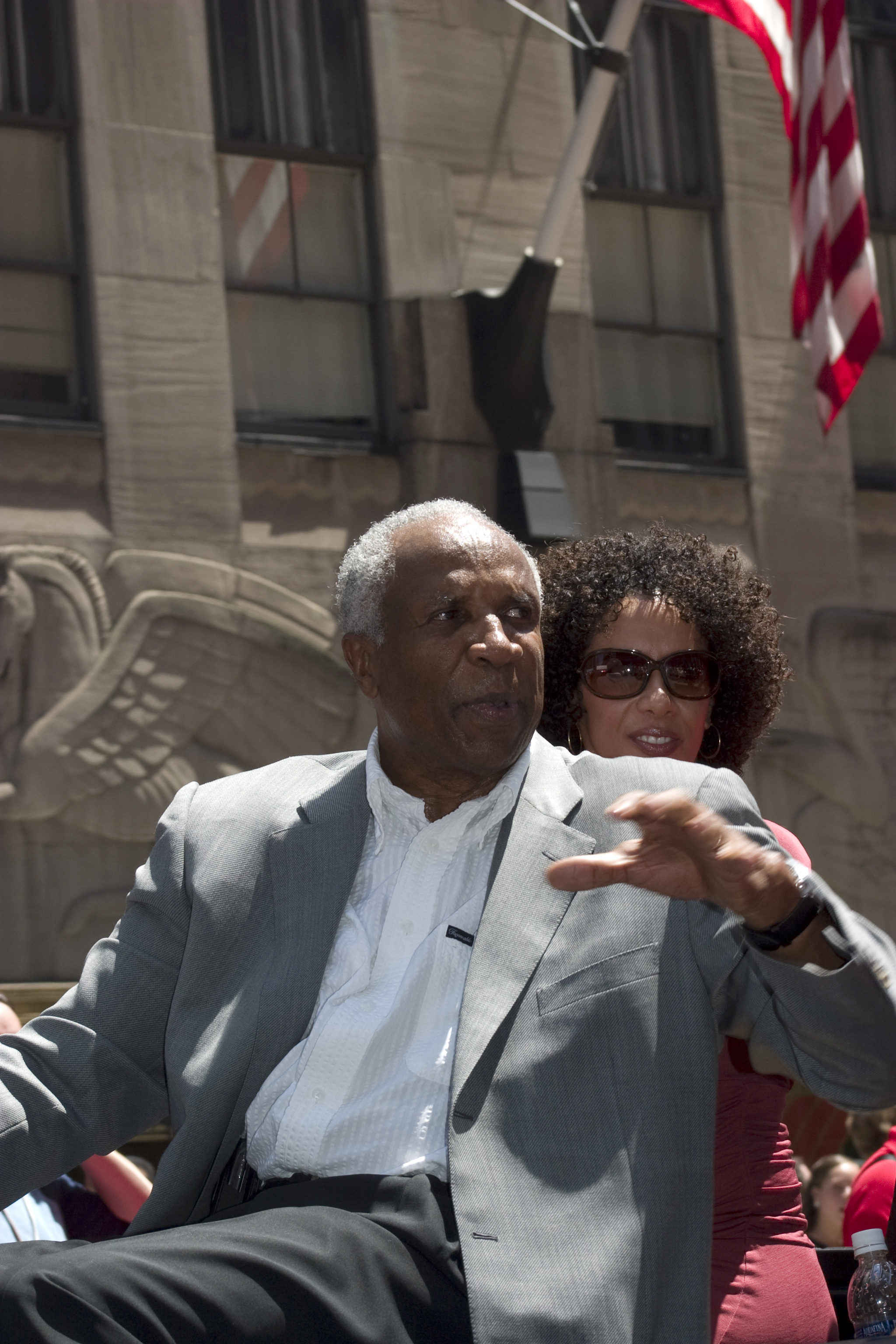
フランク・ロビンソン／2月7日没

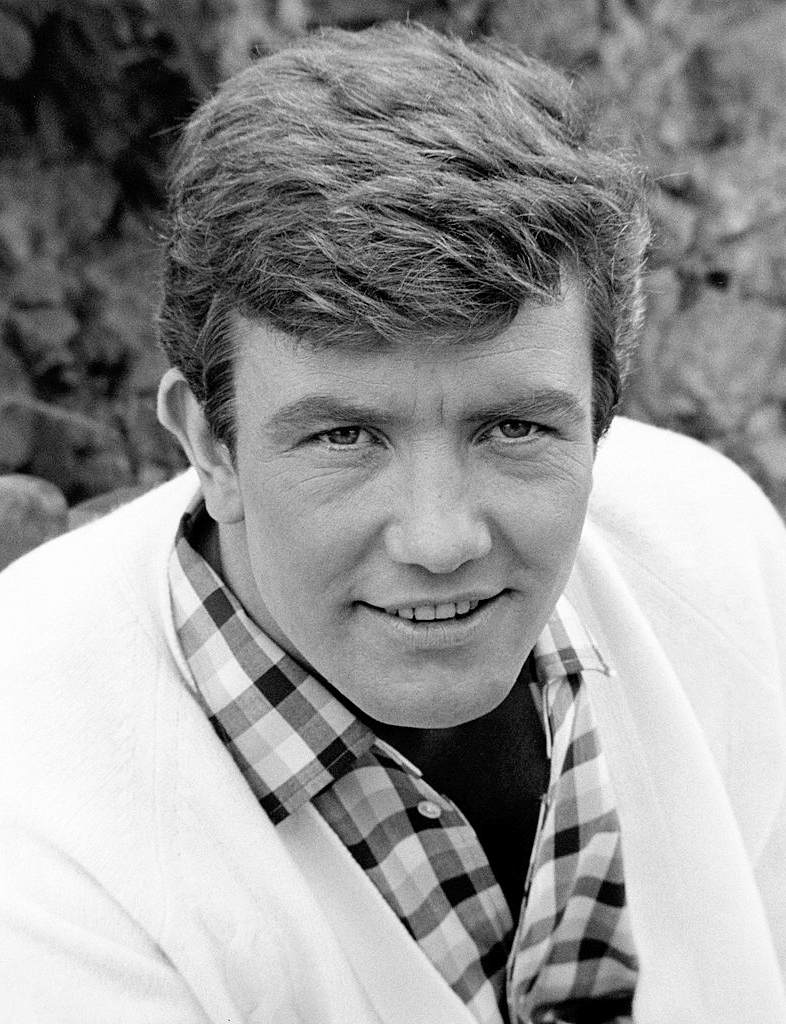
アルバート・フィニー／2月7日没

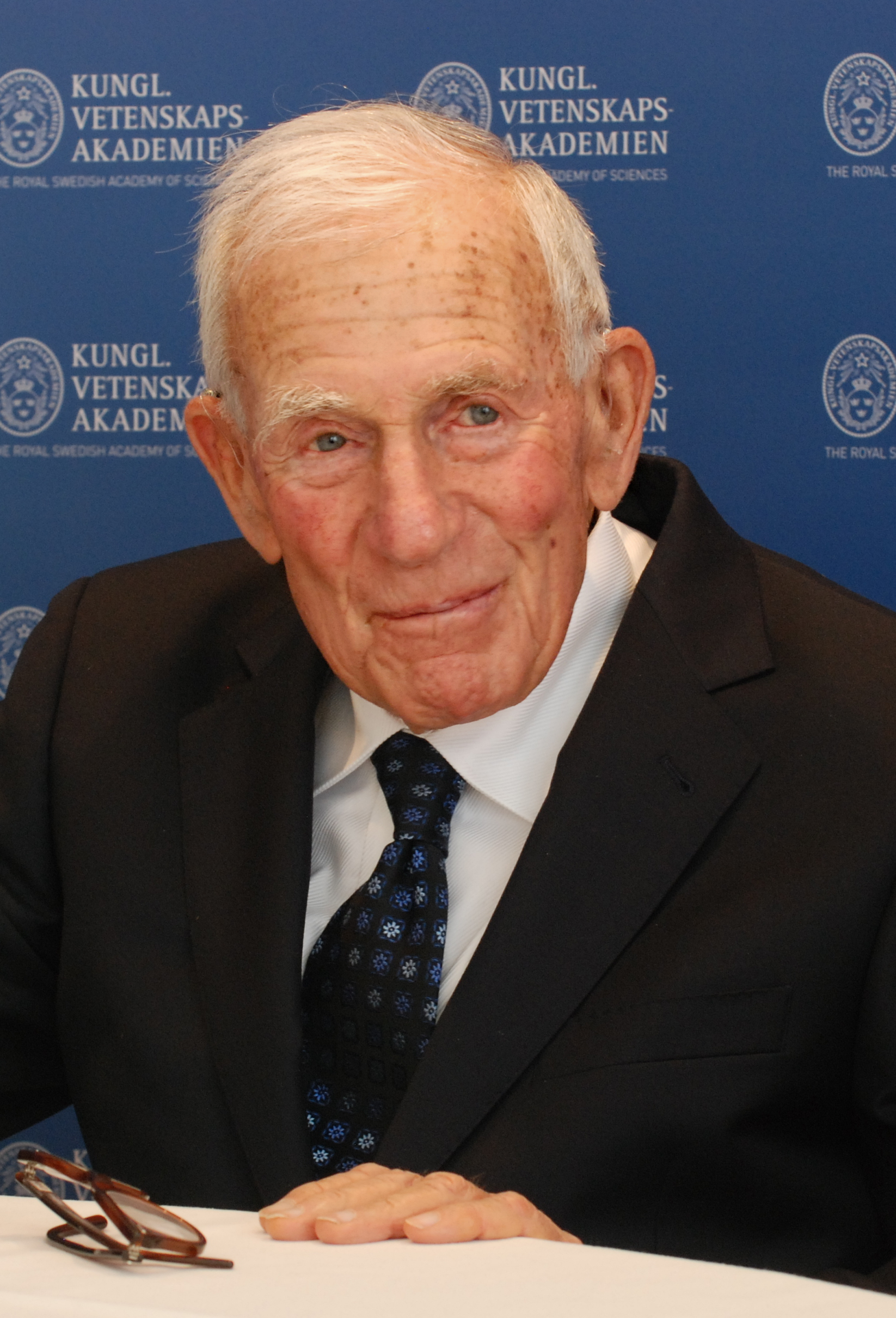
ウォルター・ムンク／2月8日没

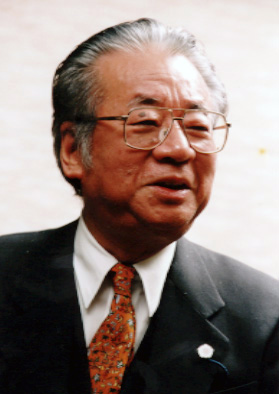
堺屋太一／2月8日没

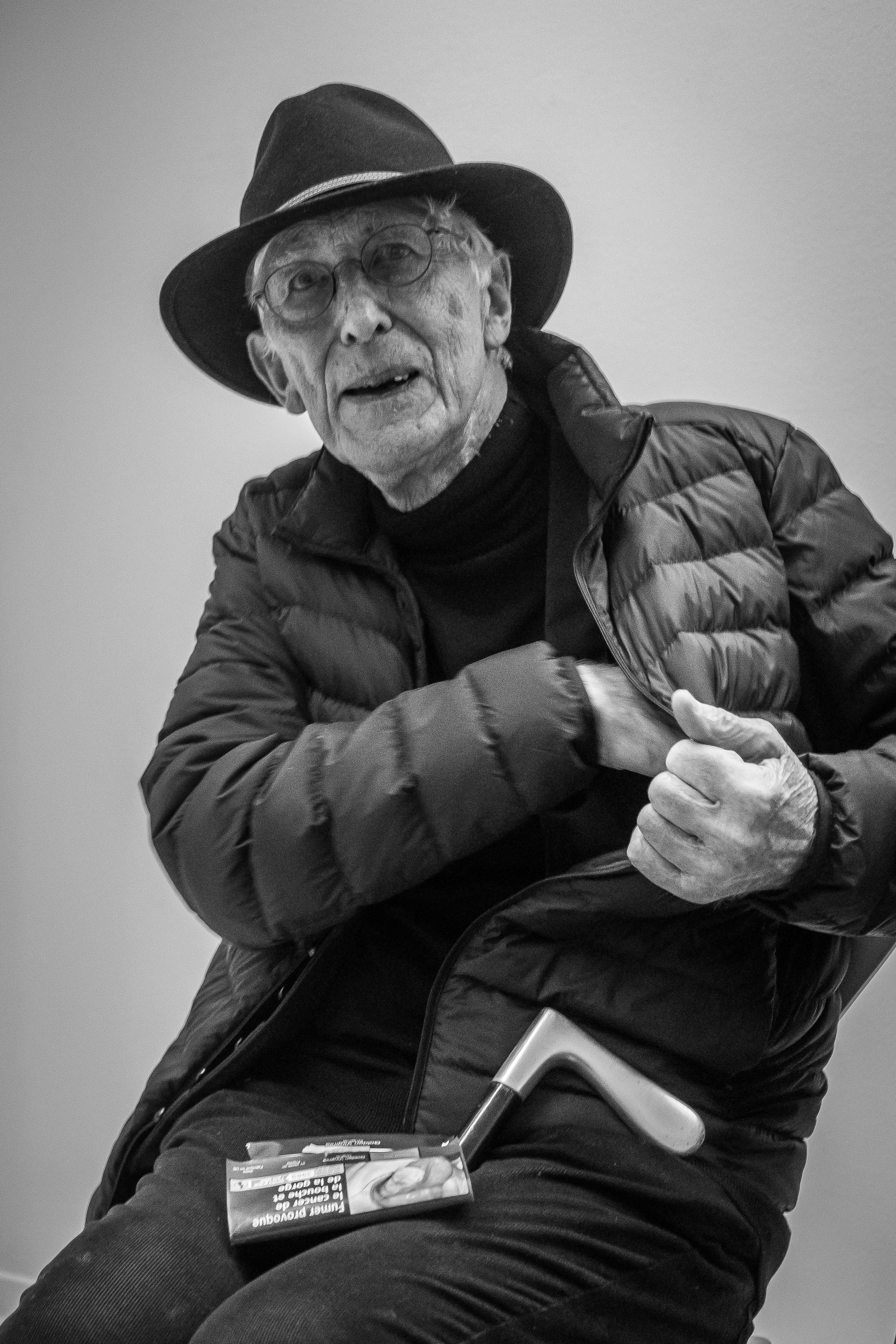
トミー・ウンゲラー／2月9日没

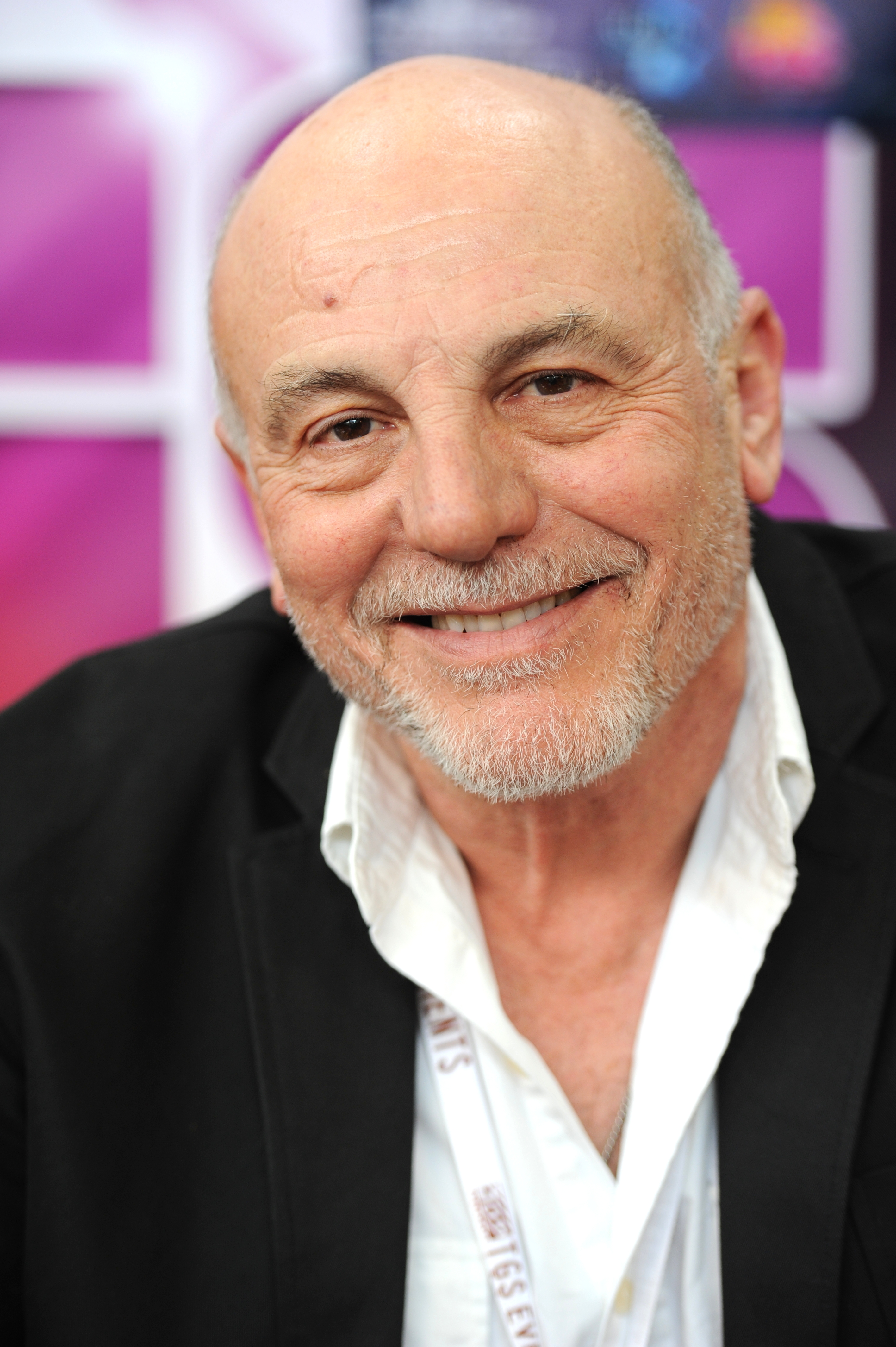
カーメン・アルジェンツィアノ／2月10日没

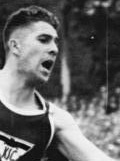
ハインツ・フュッテラー／2月10日没

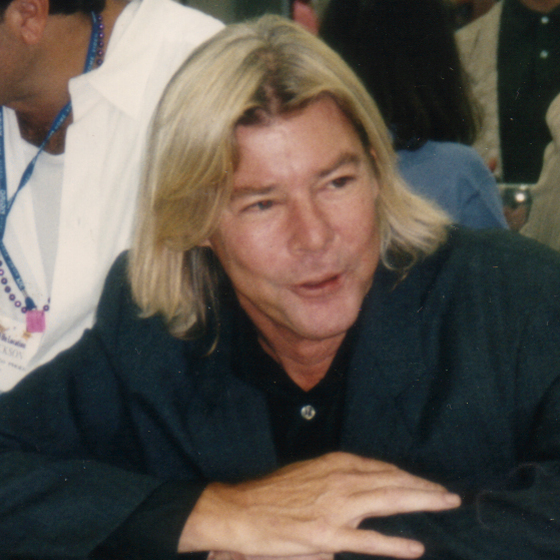
ジャン＝マイケル・ヴィンセント／2月10日没

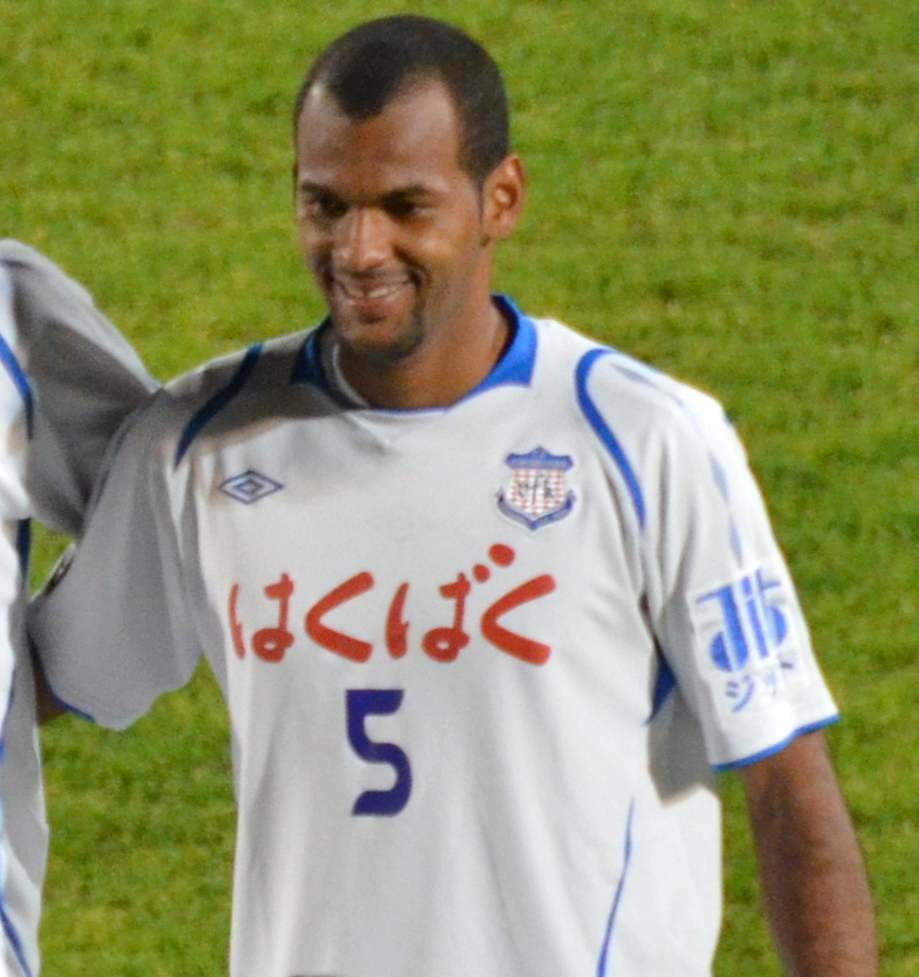
ダニエル・シルバ・ドス・サントス／2月10日没

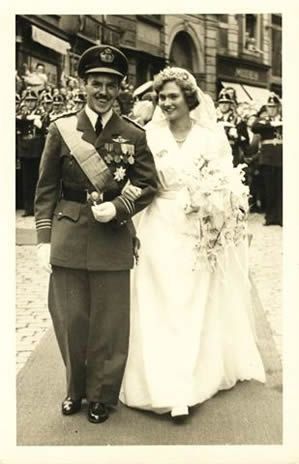
アリックス・ド・リュクサンブール（右）／2月11日没

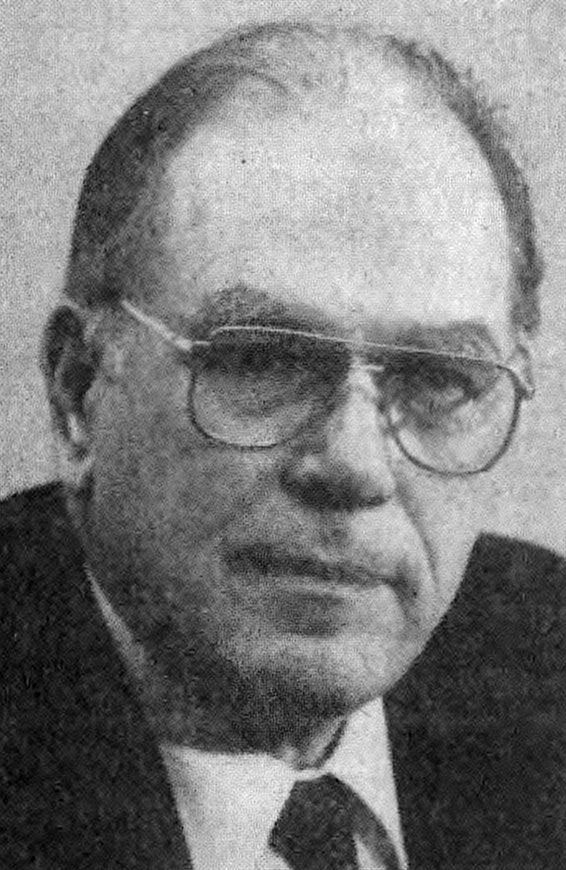
リンドン・ラルーシュ／2月12日没

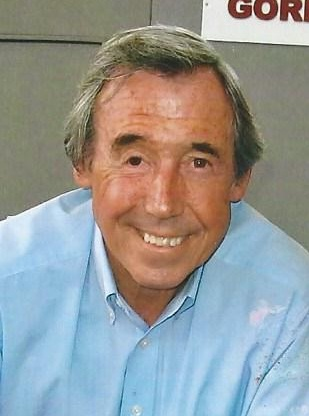
ゴードン・バンクス／2月12日没

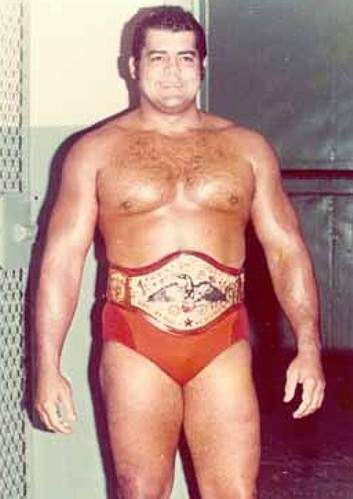
ペドロ・モラレス／2月12日没

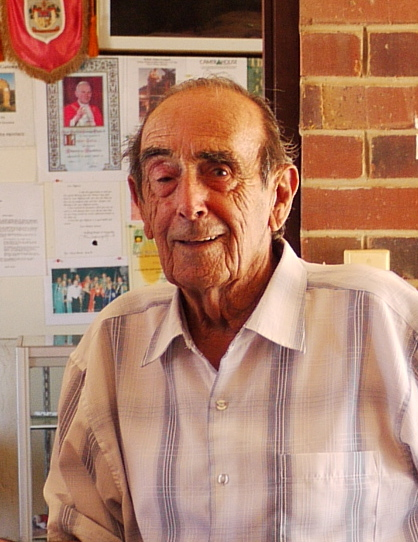
レオナード・ジョージ・ケースリー／2月13日没

- 2月1日 - 藤原譲、日本の電子情報学者、筑波大学名誉教授（* 1933年）[1]
- 2月1日 - レス・ソントン、イギリスのプロレスラー（* 1934年）[2]
- 2月1日 - クライヴ・スウィフト（英語版）、イギリスの俳優（* 1936年）[3]
- 2月1日 - 有本欽隆、日本の俳優、声優、ナレーター（* 1940年）[4][5]
- 2月1日 - アユブ・オガダ（英語版）、ケニアのシンガーソングライター、ニヤティティ（英語版）奏者（* 1956年）[6]
- 2月1日 - ウェイド・ウィルソン、アメリカ合衆国の元アメリカンフットボール選手（* 1959年）[7]
- 2月1日 - アレックス・ブラウン、アメリカ合衆国のギタリスト、画家、元ゴリラ・ビスケッツメンバー（* 1966年）[8]
- 2月1日 - アンドリュー・マッガーン（英語版）、オーストラリアの小説家（* 1966年）[9]
- 2月1日 - 羽生田嘉重、日本の実業家、元間組専務（* 1928年)[10]
- 2月2日 - 直木孝次郎、日本の歴史学者、大阪市立大学名誉教授（* 1919年）[11]
- 2月2日 - キャロル・エムシュウィラー、アメリカ合衆国のSF作家（* 1921年）[12]
- 2月2日 - 清水榮次郎、日本の実業家、前マルイ会長（* 1931年?）[13]
- 2月2日 - 酒井甫、日本の経営学者、青森中央学院大学名誉教授（* 1933年）[14]
- 2月2日 - 国井康夫、日本の実業家、元日本水産社長（* 1935年?）[15]
- 2月2日 - ビル・シムズ（英語版）、アメリカ合衆国のブルースミュージシャン（* 1949年）[16]
- 2月2日 - 河村栄重、日本の能楽師、観世流シテ方（* 1960年）[17]
- 2月2日 - 鬼八頭かかし、日本の漫画家（* 生年不明）[18]
- 2月3日 - 三浦正人、日本の国際私法学者、大阪市立大学名誉教授（* 1922年）[19]
- 2月3日 - ジュリー・アダムス、アメリカ合衆国の女優（* 1926年）[20]
- 2月3日 - ボブ・フレンド（英語版）、アメリカ合衆国のMLB選手（* 1930年）[21]
- 2月3日 - 児山紀芳、日本のジャズ評論家（* 1936年）[22]
- 2月3日 - カーメン・ダンカン（英語版）、オーストラリアの女優（* 1942年）[23]
- 2月3日 - 腰原愛正、日本の政治家、元大町市長・長野県副知事（* 1946年）[24][25]
- 2月3日 - クリストフ・セント・ジョン（英語版）、アメリカ合衆国の俳優（* 1966年）[26]
- 2月3日 - リュ・ジャンハ（英語版）、大韓民国の映画監督、脚本家（* 1966年）[27]
- 2月3日 - Detsl（ロシア語版）、ロシアのヒップホップ・ミュージシャン（* 1985年）[28]
- 2月4日 - 鵜澤昌和、日本の経営学者、青山学院大学元学長・名誉教授、東京家政学院大学元学長・名誉教授（* 1918年）[29]
- 2月4日 - レオニー・オソウスキー（ドイツ語版）、ドイツの作家（* 1925年）[30]
- 2月4日 - ジョン・オソ・マーシュ・ジュニア、アメリカ合衆国の政治家、元下院議員・陸軍長官・大統領上級顧問（* 1926年）[31]
- 2月4日 - イジー・ヤング（英語版）、アメリカ合衆国出身のスウェーデンの民俗学者、作家（* 1928年）[32]
- 2月4日 - ブルーノ・メッサーリ、スイスの地質学者（* 1931年）[33]
- 2月4日 - 大倉徹也、日本の放送作家、脚本家（* 1932年）[34]
- 2月4日 - 大塚邦彦、日本の実業家、元ハウス食品社長（* 1933年）[35]
- 2月4日 - ヴァチェスラフ・オフチンニコフ、ロシアの作曲家（* 1936年）[36]
- 2月4日 - 麻田貞雄、日本の歴史学者、同志社大学名誉教授（* 1936年）[37]
- 2月4日 - ベルナルド・リエター、ベルギーの経済学者（* 1942年）[38]
- 2月4日 - マッチ・ニッカネン、フィンランドのノルディックスキー（ジャンプ）選手（* 1963年）[39]
- 2月5日 - 堀文子 、日本の画家（* 1918年）[40]
- 2月5日 - ヴァーツラフ・ヴォルリーチェク（チェコ語版）、チェコの映画監督（* 1930年）[41]
- 2月5日 - 畑井朝子、日本の栄養学者、北海道教育大学名誉教授（* 1936年）[42]
- 2月5日 - 田中浩、日本の気象学者、名古屋大学名誉教授（* 1939年）[43]
- 2月5日 - ロバート・ハバード、アメリカ合衆国の工学者、HANS開発者（* 1943年?）[44]
- 2月6日 - ジェラルド・イングリッシュ（英語版）、イギリス出身のオーストラリアのテノール歌手（* 1925年）[45]
- 2月6日 - 伊従正敏、日本の実業家、元日野自動車社長（* 1925年?）[46]
- 2月6日 - マンフレート・アイゲン、ドイツの生物物理学者、ノーベル化学賞受賞者（* 1927年）[47]
- 2月6日 - 湯浅富一、日本の経済学者、近畿大学名誉教授（* 1931年）[48]
- 2月6日 - ジム・ダンロップ・シニア（英語版）、アメリカ合衆国のエレクトリック・ギターアクセサリ開発者、 ジム・ダンロップ（英語版）創業者（* 1936年）[49]
- 2月6日 - ルディ・アサウアー（ドイツ語版）、ドイツのサッカー選手・指導者、元シャルケ04GM（* 1944年）[50]
- 2月7日 - ロザムンド・ピルチャー（英語版）、イギリスの作家（* 1924年）[51]
- 2月7日 - ジョン・ディンゲル（英語版）、アメリカ合衆国の政治家、元下院議員（* 1926年）[52]
- 2月7日 - 小丸法之、日本の実業家、福山通運会長（* 1928年）[53]
- 2月7日 - ヤン・オルシェフスキ（英語版）、ポーランドの政治家、元同国首相（* 1930年）[54]
- 2月7日 - エドワード・ジグラー（英語版）、アメリカ合衆国の発達心理学者（* 1930年）[55]
- 2月7日 - 大山泰弘、日本の実業家、日本理化学工業会長（* 1932年）[56]
- 2月7日 - 山下文明、日本の国際マーケティング学者、専修大学名誉教授（* 1932年）[57]
- 2月7日 - フランク・ロビンソン、アメリカ合衆国のMLB選手・監督【シンシナティ・レッズ、ボルチモア・オリオールズほか所属】、アメリカ野球殿堂顕彰者（* 1935年）[58]
- 2月7日 - アルバート・フィニー、イギリスの俳優（* 1936年）[59]
- 2月7日 - 冷水佐壽、日本の半導体工学者、大阪大学名誉教授（* 1943年）[60]
- 2月7日 - 森下哲夫、日本の俳優（* 1945年）[61]
- 2月7日 - 中村透、日本の作曲家、琉球大学名誉教授（* 1946年）[62]
- 2月7日 - 戸田秀雄、日本の実業家、元高千穂交易社長（* 1950年?）[63]
- 2月7日 - 深瀬佳洋、日本の実業家、元GSIクレオス社長（* 1950年?）[64]
- 2月7日 - うらたじゅん、日本の漫画家（* 1954年）[65]
- 2月7日 - ロッキー・ロックリッジ、アメリカ合衆国のプロボクサー、元WBA世界スーパーフェザー級・元IBF世界スーパーフェザー級王者（* 1959年）[66]
- 2月8日 - ウォルター・ムンク、アメリカ合衆国の海洋物理学者（* 1917年）[67]
- 2月8日 - ジョン・タイラー・ボナー（英語版）、アメリカ合衆国の生物学者（* 1920年）[68]
- 2月8日 - ウォルフガング・リンドラー（英語版）、オーストリア出身のアメリカ合衆国の物理学者（* 1924年）[69]
- 2月8日 - 松田妙子、日本の実業家、社会事業家、生涯学習開発財団理事長（* 1927年）[70]
- 2月8日 - 永井淳夫、日本の実業家、元日本精機社長（* 1927年?）[71]
- 2月8日 - ゲオルグ・ゲルスター（ドイツ語版）、ドイツの写真家（* 1928年）[72]
- 2月8日 - ロバート・ライマン、アメリカ合衆国の画家、ミニマリズム美術家（* 1930年）[73]
- 2月8日 - セルゲイ・ユールスキー（ロシア語版）、ロシアの俳優、演出家（* 1935年）[74]
- 2月8日 - 堺屋太一、日本の元官僚【通商産業省】、作家、第55〜57代経済企画庁長官（* 1935年）[75]
- 2月8日 - 安井侑子、日本のロシア文学者、神戸市外国語大学名誉教授（* 1938年）[76]
- 2月8日 - 千葉軒岳、日本の書家、毎日書道展参与会員（* 1938年?）[77]
- 2月9日 - トミー・ウンゲラー、フランスの児童文学作家、イラストレーター（* 1931年）[78]
- 2月9日 - 佐藤純彌、日本の映画監督、脚本家（* 1932年）[79]
- 2月9日 - ロナルド・W・ミラー、アメリカ合衆国の元アメリカンフットボール選手、実業家、元ウォルト・ディズニー・カンパニーCEO・社長（* 1933年）[80]
- 2月9日 - パトリシア・ネル・ウォーレン（英語版）、アメリカ合衆国の作家（* 1936年）[81]
- 2月9日 - 大濱徹也、日本の歴史学者、筑波大学名誉教授（* 1937年）[82]
- 2月9日 - ガイ・ウェブスター（英語版）、アメリカ合衆国の写真家（* 1939年）[83]
- 2月9日 - 玉垣千尋、日本の篆刻家、毎日書道展審査会員（* 1950年?）[84]
- 2月9日 - サルヴァトーレ・ベロモ（英語版）、ベルギーのプロレスラー（* 1951年）[85]
- 2月9日 - アブドゥレヒム・ヘイット（英語版）、中華人民共和国のウイグル民謡歌手（* 1963年もしくは1964年）[86]
- 2月9日 - シェリー・ラベン（英語版）、アメリカ合衆国の元ポルノ女優、反ポルノ活動家（* 1968年）[87]
- 2月9日 - マキシミリアン・ライネルト（英語版）、ドイツの漕艇選手、2012年ロンドンオリンピック男子エイト金メダリスト（* 1988年）[88]
- 2月10日 - 大本榮一、日本の実業家、大本組名誉会長（* 1919年）[89]
- 2月10日 - カーメン・アルジェンツィアノ、アメリカ合衆国の俳優（* 1943年）[90]
- 2月10日 - ロデリック・マクファーカー（英語版）、イギリスの歴史家、政治家、元ハーバード大学フェアバンク中国研究センター所長、元庶民院議員（* 1930年）[91]
- 2月10日 - ハインツ・フュッテラー、ドイツの陸上競技選手、1956年メルボルンオリンピック銅メダリスト（* 1931年）[92]
- 2月10日 - 足立紀尚、日本の工学者、京都大学名誉教授（* 1938年）[93]
- 2月10日 - ウォルター・B.ジョーンズ・ジュニア（英語版）、アメリカ合衆国の政治家、下院議員（* 1943年）[94]
- 2月10日 - ジャン＝マイケル・ヴィンセント、アメリカの俳優（* 1944年）[95]
- 2月10日 - フアンホ・ドミンゲス（スペイン語版）、アルゼンチンのクラシックギタリスト（* 1951年）[96]
- 2月10日 - 北尾光司、日本の大相撲力士、プロレスラー、大相撲第60代横綱 双羽黒（* 1963年）[97]
- 2月10日 - マウラ・ヴィスコンティ（イタリア語版）、イタリアのマラソン選手（* 1967年）[98]
- 2月10日 - ダニエル・シルバ・ドス・サントス、ブラジルのサッカー選手・指導者（* 1982年）[99]
- 2月11日 - 田中美智子、日本の政治家、元衆議院議員（* 1922年）[100][101]
- 2月11日 - シブガトゥッラー・ムジャッディディー、アフガニスタンの政治家、元同国大統領代行（* 1925年）[102]
- 2月11日 - ジョー・シュレジンジャー、カナダのテレビジャーナリスト、作家（* 1928年）[103]
- 2月11日 - アリックス・ド・リュクサンブール、ルクセンブルク出身の貴族、ルクセンブルク大公女、リーニュ公夫人（* 1929年）[104]
- 2月11日 - 岸部清、日本の歌手、実業家、元東京ウエスタンボーイズおよびサンズ・オブ・ドリフターズメンバー、第一プロダクション創業者（* 1931年）[105]
- 2月11日 - ハーヴェイ・スケールズ（英語版）、アメリカ合衆国のR&Bシンガーソングライター（* 1942年）[106]
- 2月11日 - 河崎晃一、日本の学芸員、染織造形作家、甲南女子大学教授（* 1952年）[107]
- 2月12日 - リンドン・ラルーシュ、アメリカ合衆国の政治活動家（* 1922年）[108]
- 2月12日 - 前田吐実男、日本の俳人（* 1925年）[109]
- 2月12日 - W・E・B・グリフィン（英語版）、アメリカ合衆国のスパイ小説作家（* 1929年）[110]
- 2月12日 - ゲオルグ・ヤン（ドイツ語版）、ドイツのパイプオルガン製造者（* 1934年）[111]
- 2月12日 - ゴードン・バンクス、イングランドのサッカー選手・指導者（チェスターフィールドなど所属。AFCテルフォード・ユナイテッド元監督 〉、* 1937年）[112]
- 2月12日 - ペドロ・モラレス（プエルトリコ出身のプロレスラー、〈WWWFヘビー級王者（* 1942年）[113]
- 2月12日 - 山田スミ子、日本の女優（* 1945年）[114]
- 2月13日 - ディック・チャーチル（英語版）、イギリスの元軍人、スタラグ・ルフト III捕虜収容所脱出者最後の1人（* 1920年）[115]
- 2月13日 - ビビ・フェレイラ（ポルトガル語版）、ブラジルのミュージカル歌手、作曲家、女優、演出家（* 1922年）[116]
- 2月13日 - レオナード・ジョージ・ケースリー、オーストラリアの農夫、元ハット・リバー公国自称元首（* 1926年?）[117]
- 2月13日 - ハンス・シュタットルマイア、オーストリアの指揮者、作曲家（* 1929年）[118]
- 2月13日 - 高橋英夫、日本の文芸評論家（* 1930年）[119]
- 2月13日 - コニー・ジョーンズ（英語版）、アメリカ合衆国のジャズトランペット奏者（* 1934年）[120]
- 2月13日 - 屋比久勲、日本の吹奏楽指導者（* 1938年）[121]
- 2月13日 - エリック・ハリソン（英語版）、イギリスのサッカー選手・指導者（* 1938年）[122]
- 2月13日 - マリサ・ソリナス（イタリア語版）、イタリアの女優（* 1939年）[123]
- 2月13日 - 又吉真也、日本の胡弓奏者、沖縄県指定無形文化財保持者（* 1955年?）[124]
- 2月13日 - 張立、中国の卓球選手（* 1951年）[125]
- 2月14日 - 松濤基道、日本の作曲家、教育者（* 1913年）[126]
- 2月14日 - テッド・ツキヤマ（英語版）、アメリカ合衆国の元軍人、元大学勝利奉仕団・第442連隊戦闘団・アメリカ陸軍情報部所属（* 1920年）[127]
- 2月14日 - 船越昭治、日本の森林政策学者、岩手大学元学長・名誉教授（* 1926年）[128]
- 2月14日 - 高俊明（中国語版）、中華民国の長老派教会牧師、政治活動家（* 1929年）[129]
- 2月14日 - アンドレア・レヴィ（英語版）、イギリスの小説家（* 1956年）[130]
- 2月14日 - 時津洋宏典、日本の元大相撲力士、実業家（* 1969年）[131]
- 2月14日 - ロードリック・ラピン、オーストラリアの実業家、元レノボ・ジャパン社長（* 1971年）[132]

## (15日 - 28日)

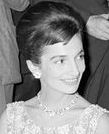
リー・ラジヴィル／2月15日没

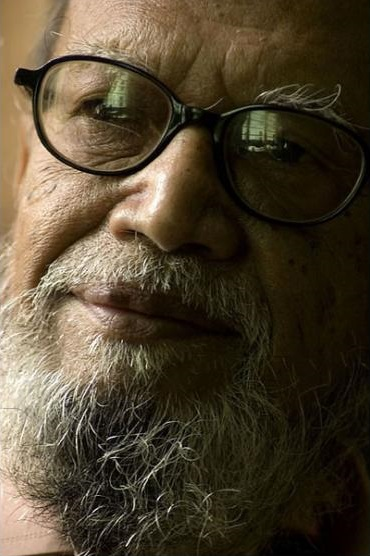
アル・マームド／2月15日没

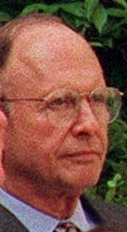
リチャード・ガードナー／2月16日没

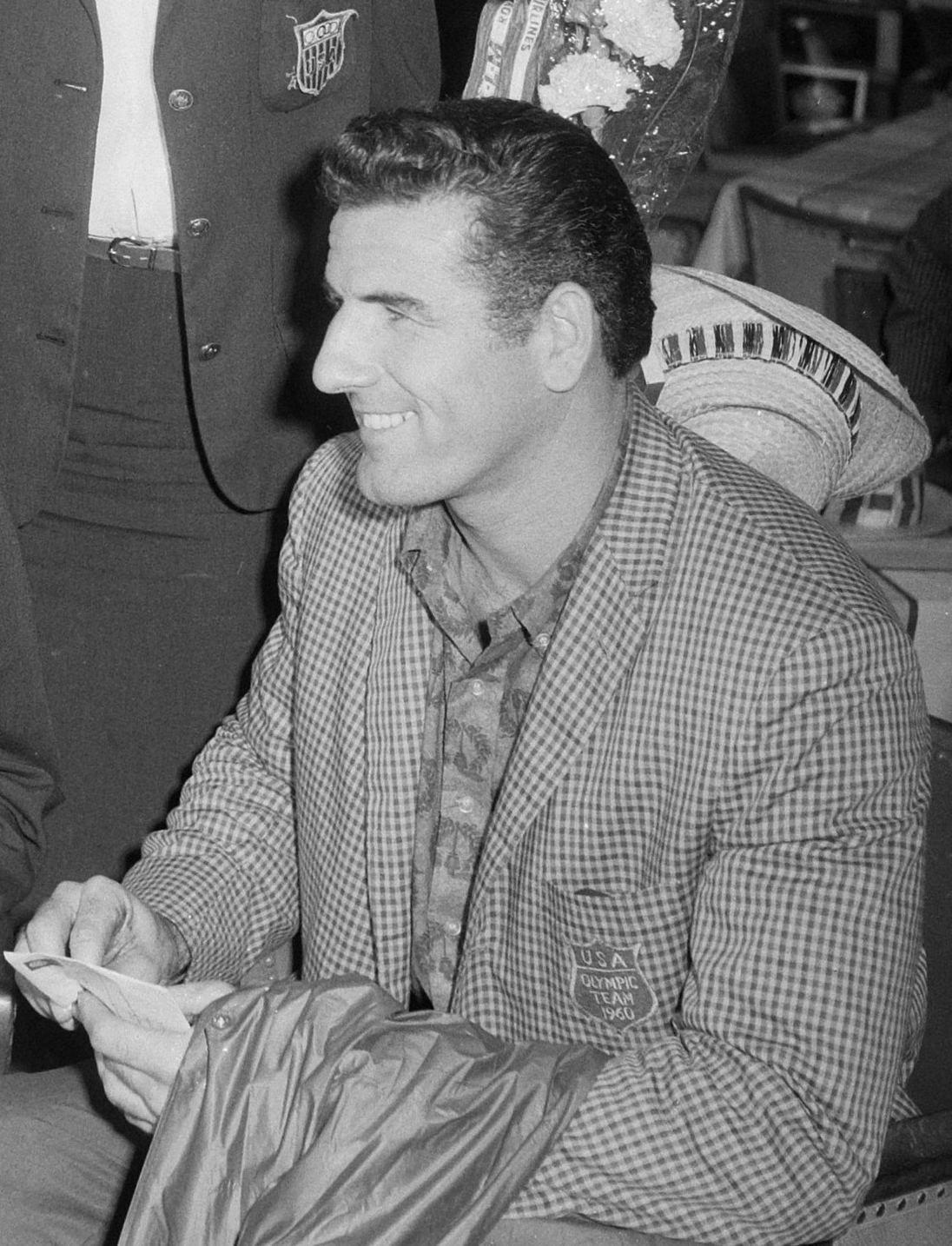
ドン・ブラッグ／2月16日没

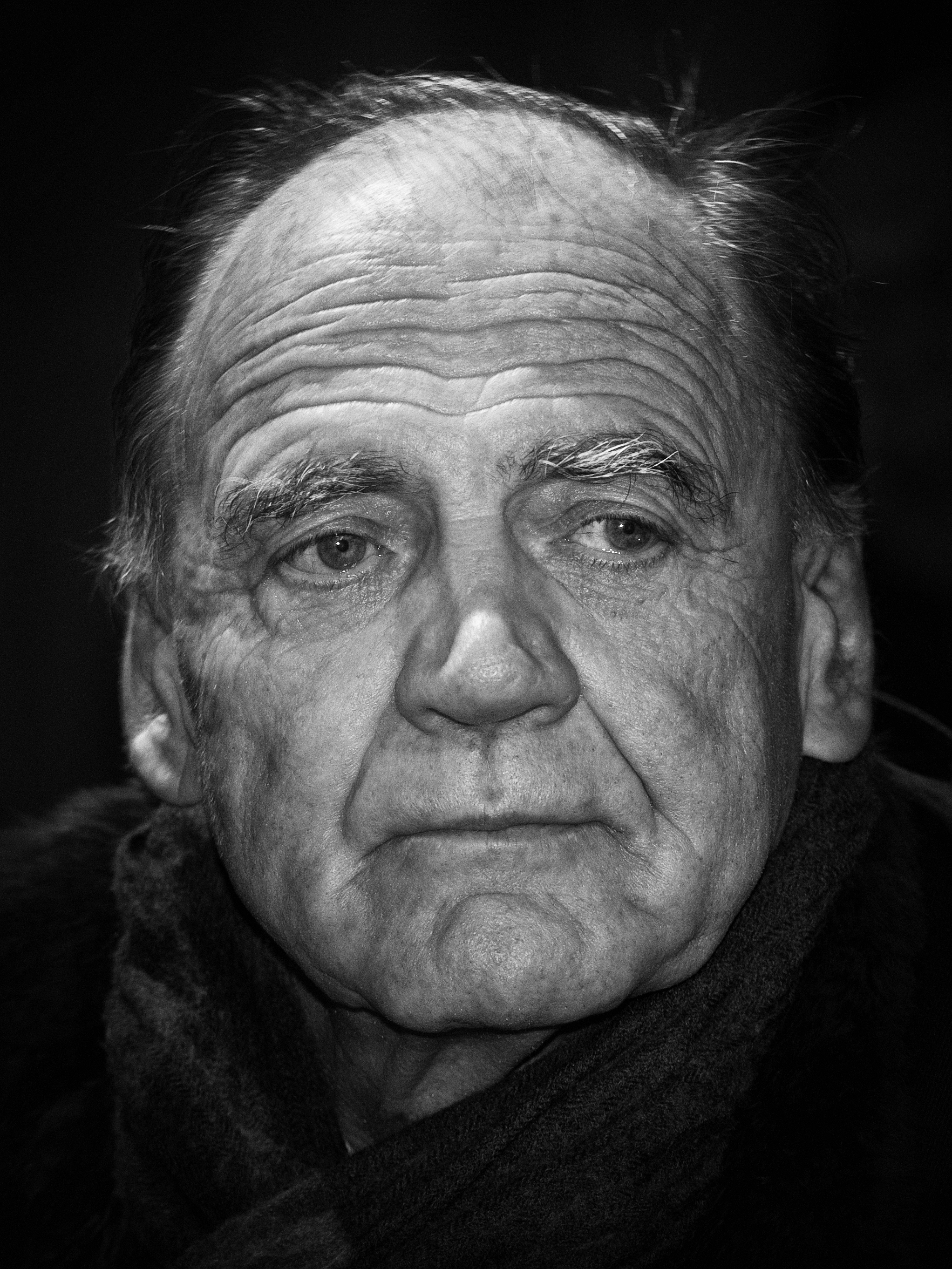
ブルーノ・ガンツ／2月16日没

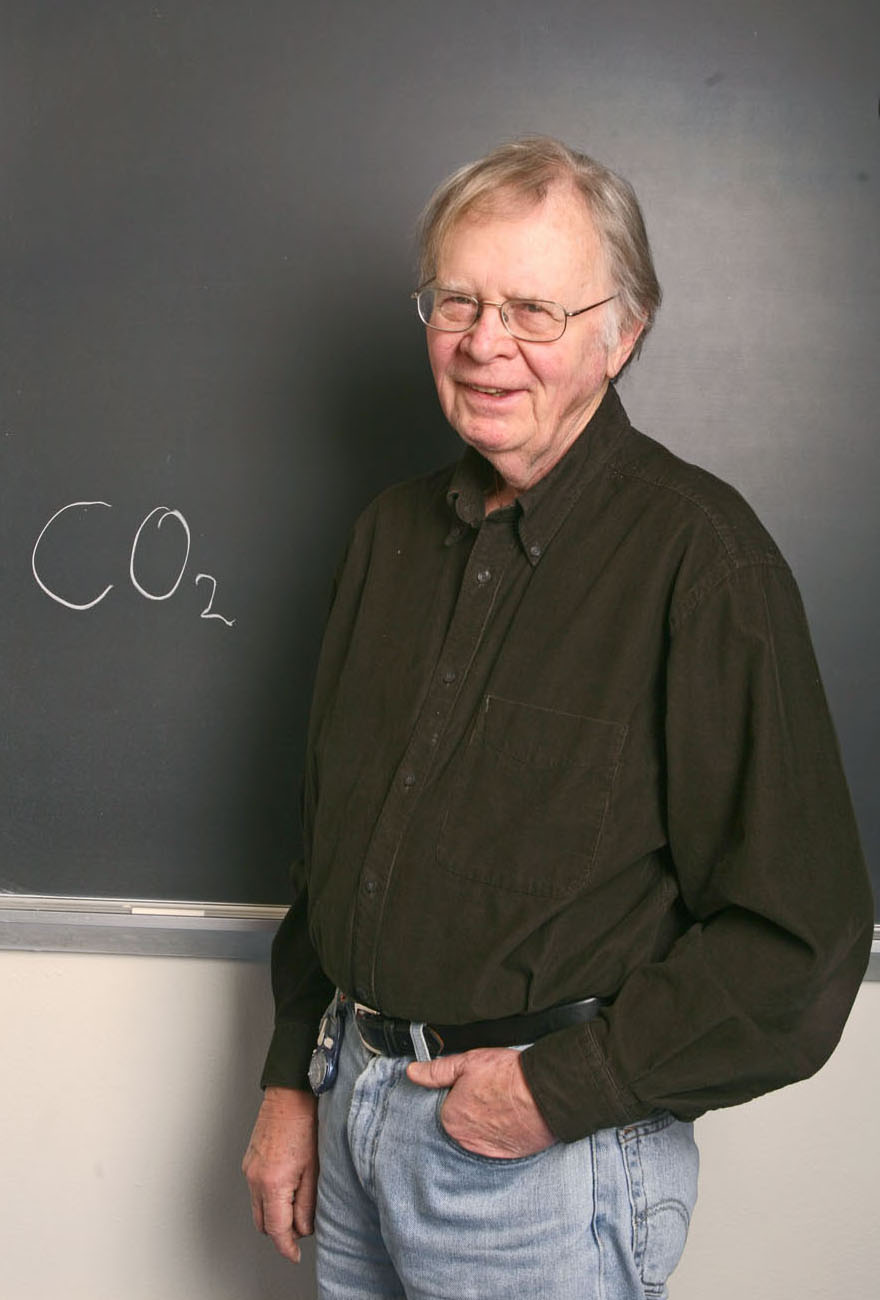
ウォーレス・ブロッカー／2月18日没

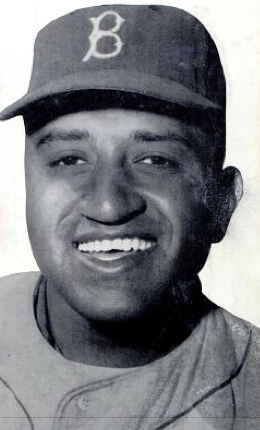
ドン・ニューカム／2月19日没

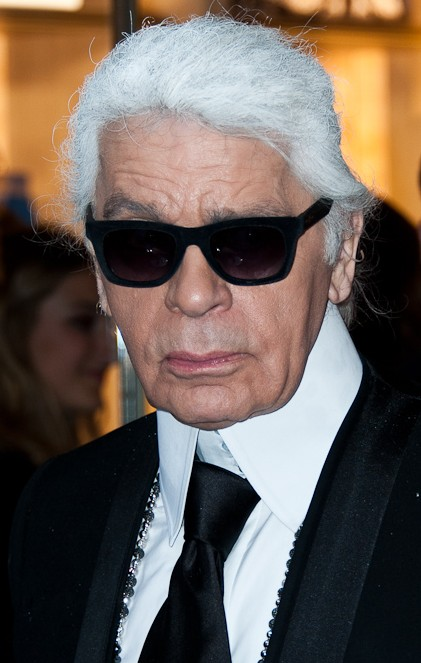
カール・ラガーフェルド／2月19日没

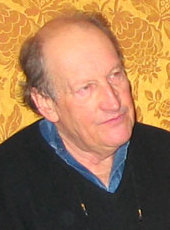
クロード・ゴレッタ／2月20日没

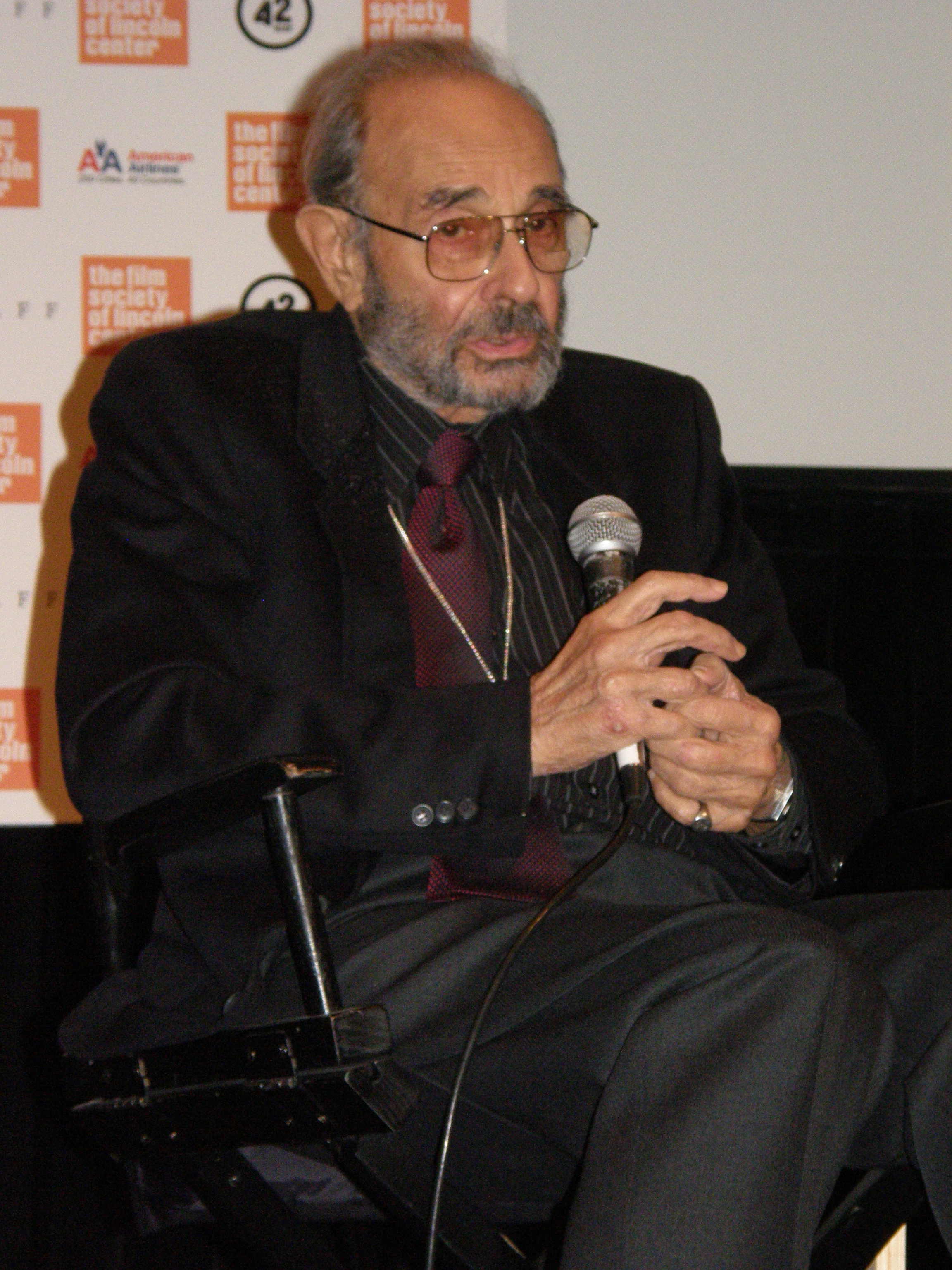
スタンリー・ドーネン／2月21日没

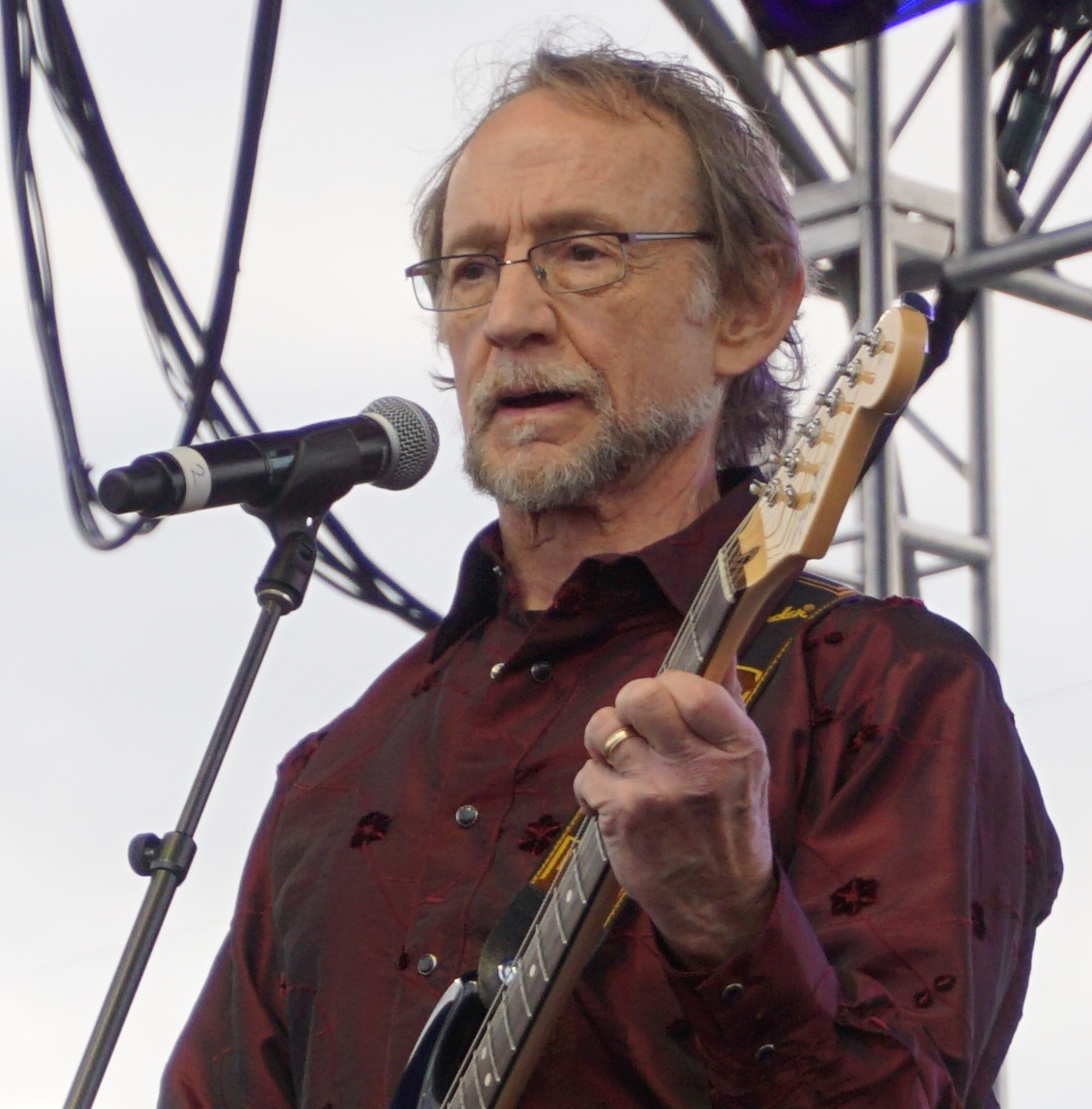
ピーター・トーク／2月21日没

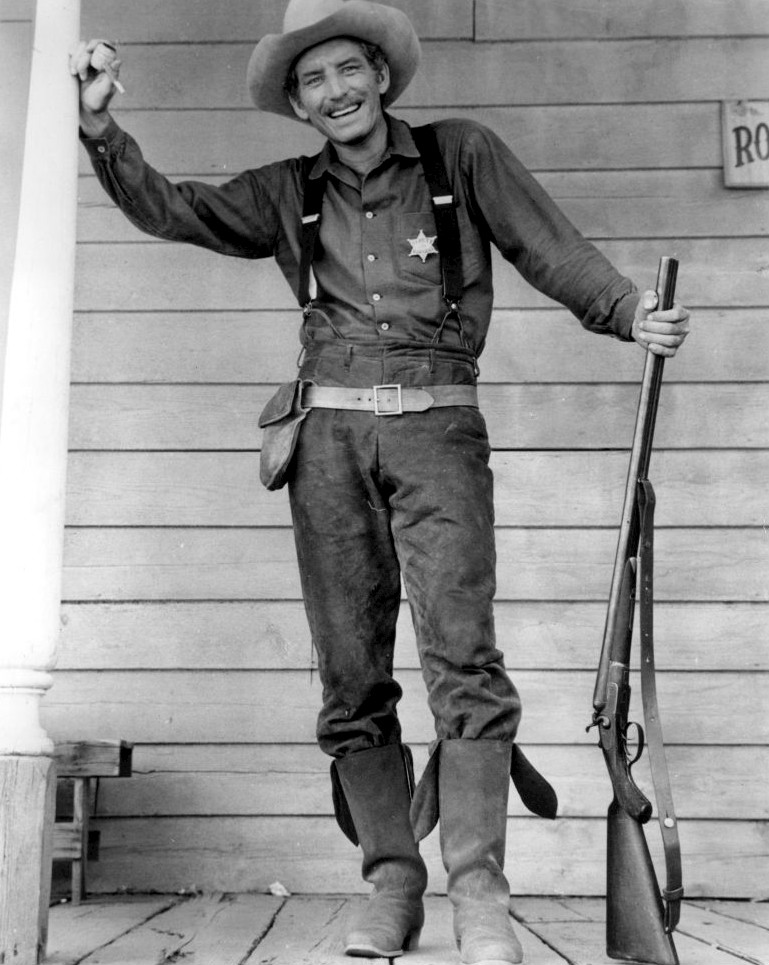
モーガン・ウッドワード／2月22日没

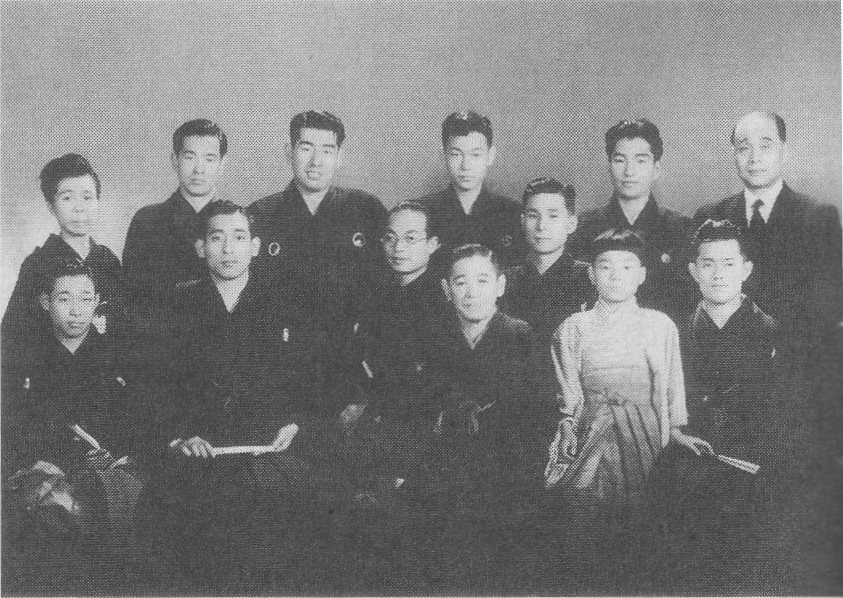
二代目笑福亭松之助（前列左から2人目）／2月22日没

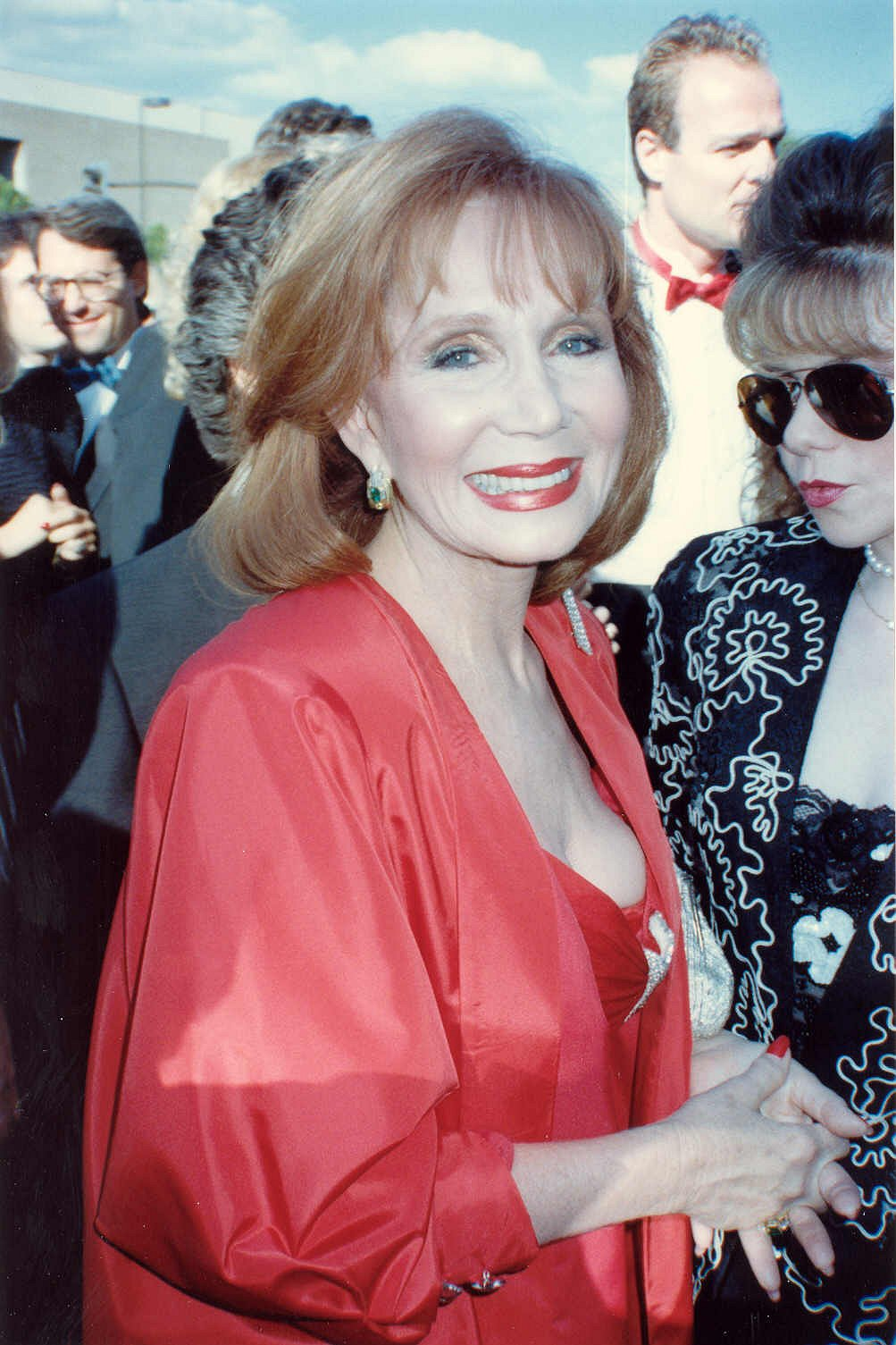
キャサリン・ヘルモンド／2月23日没

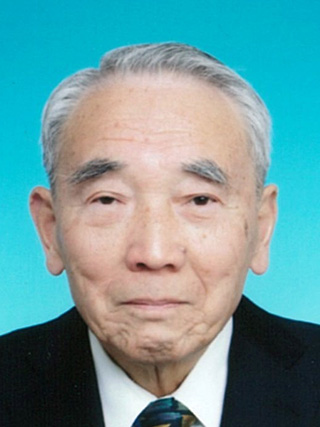
富永健一／2月23日没

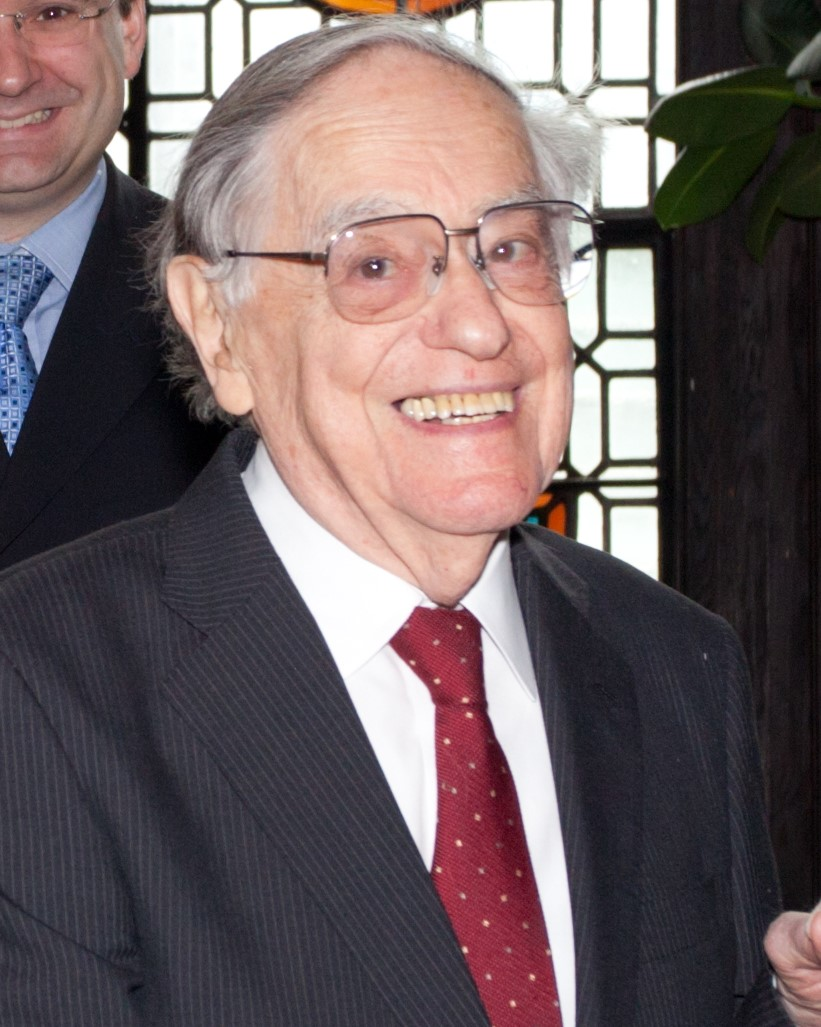
ドナルド・キーン／2月24日没

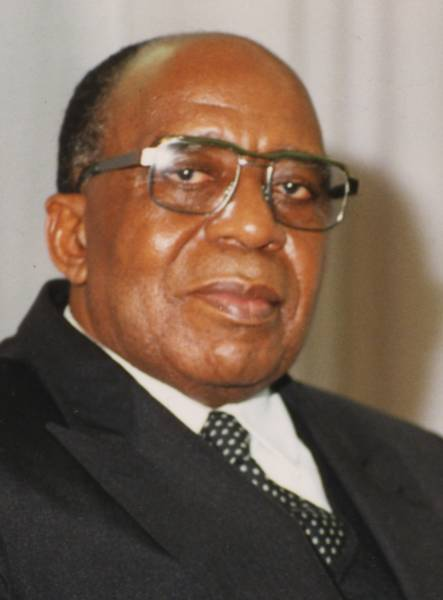
アントワーヌ・ギゼンガ／2月24日没

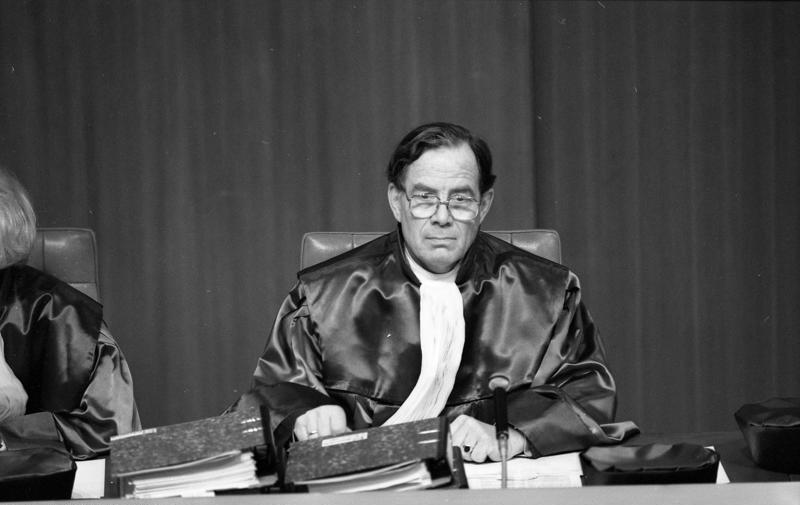
エルンスト＝ヴォルフガング・ベッケンフェルデ／2月24日没

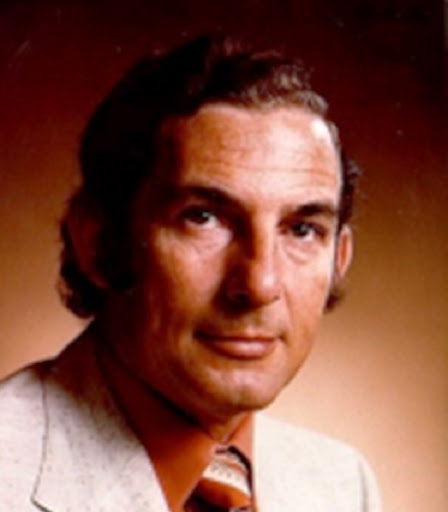
フランス＝アルベール・ルネ／2月27日没

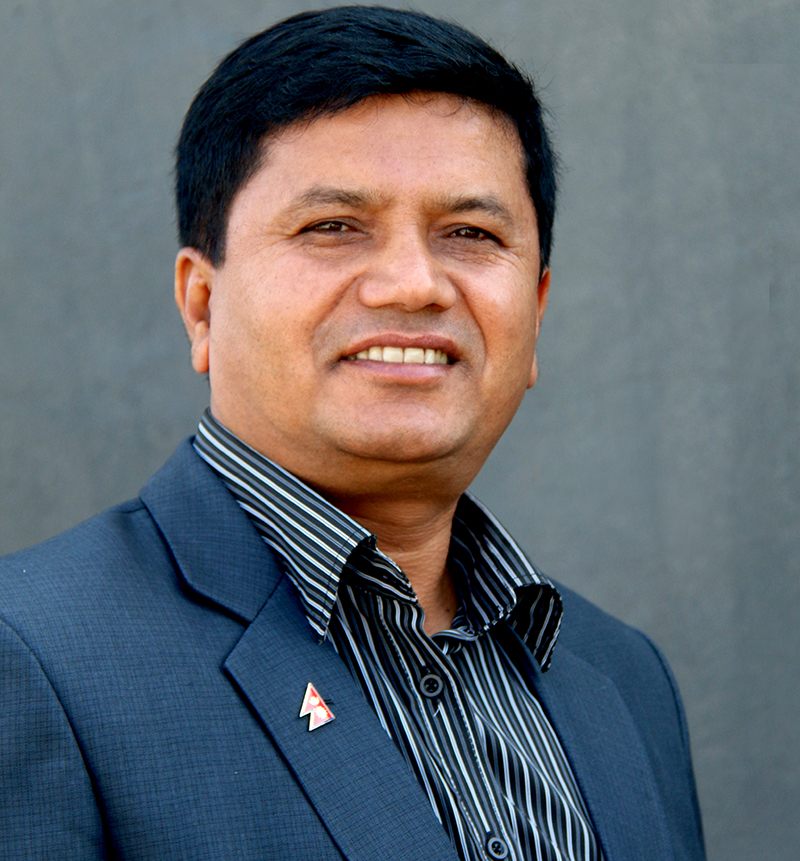
ラビンドラ・アディカリ／2月27日没

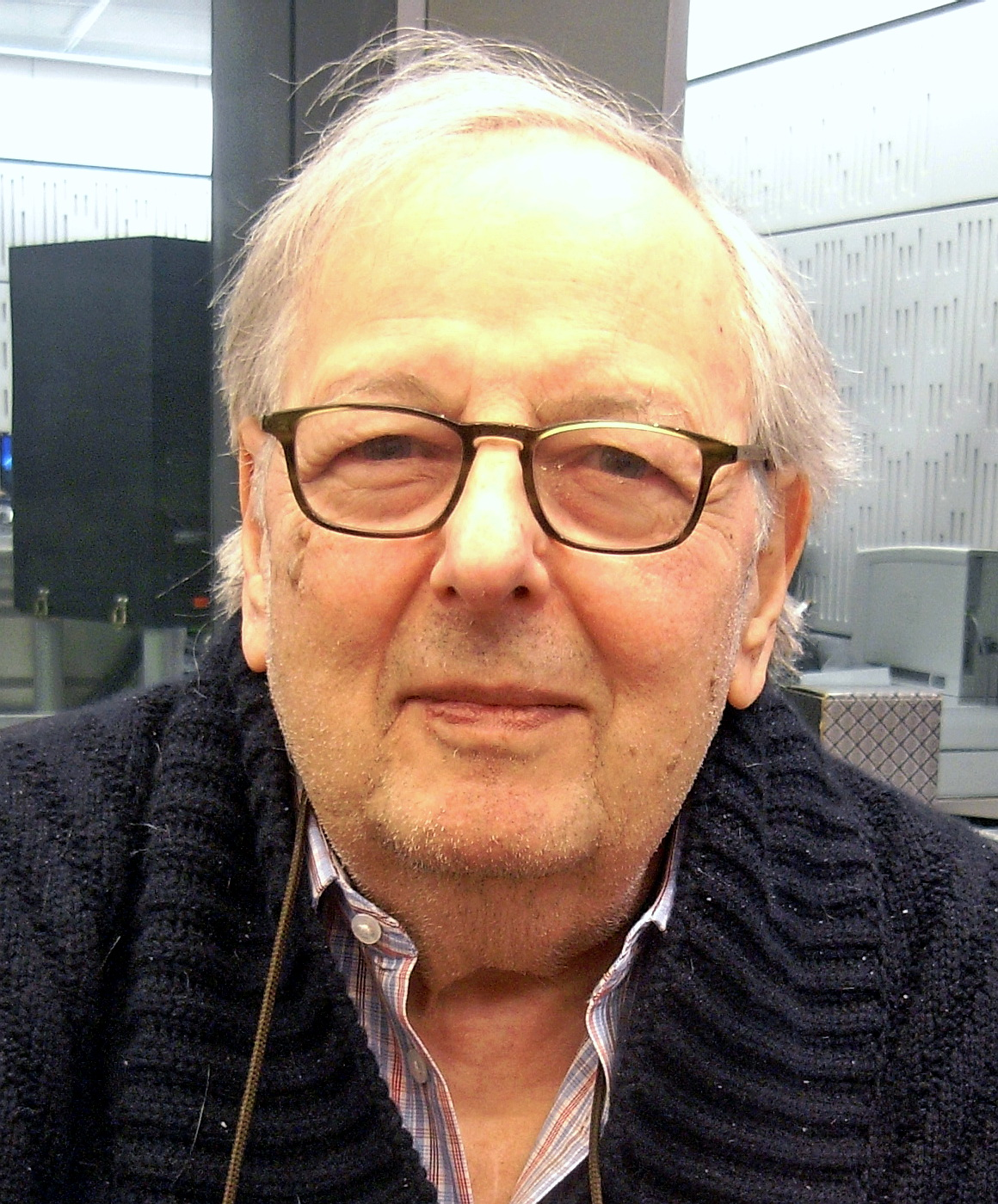
アンドレ・プレヴィン／2月28日没

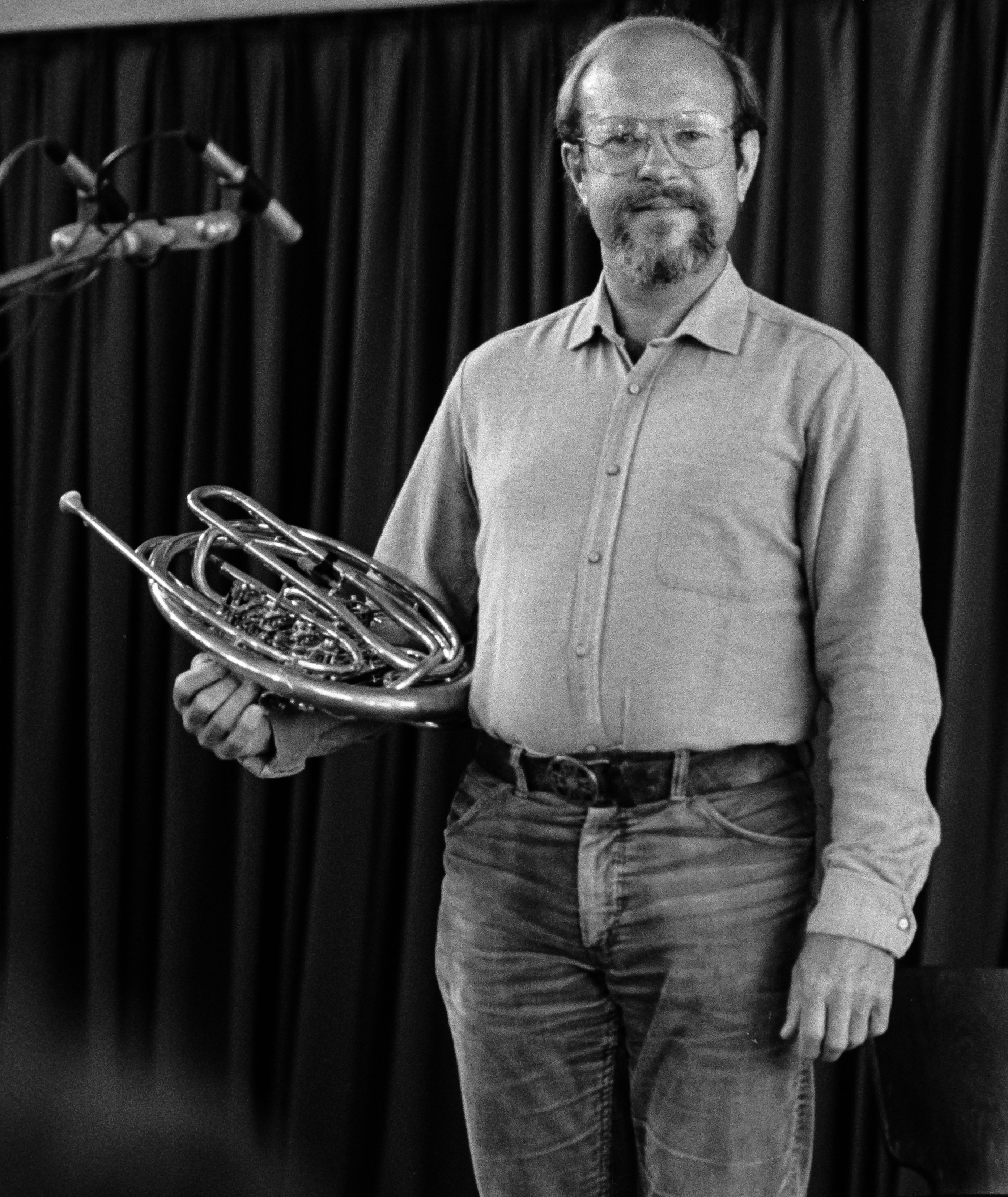
ゲルト・ザイフェルト／2月28日没

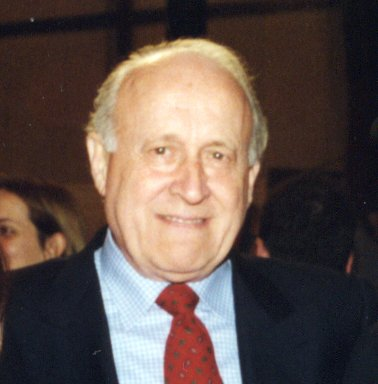
シャビエル・アルサリュス／2月28日没

- 2月15日 - 松本夜詩夫、日本の俳人（* 1925年）[133]
- 2月15日 - 藤村一郎、日本の写真家（* 1926年?）[134]
- 2月15日 - ロス・ローウェル（英語版）、アメリカ合衆国の写真家、撮影監督、発明家、ガッファーテープ（英語版）考案者（* 1926年）[135]
- 2月15日 - ジーン・リトラー（英語版）、アメリカ合衆国のプロゴルファー（* 1930年）[136]
- 2月15日 - 吉岡博光、日本の大学・病院経営者、元東京女子医科大学理事長（* 1933年）[137]
- 2月15日 - リー・ラジヴィル、アメリカ合衆国のソーシャライト、ジャクリーン・ケネディ・オナシス実妹（* 1933年）[138]
- 2月15日 - 内田正人、日本のミュージシャン、ザ・キング・トーンズのリーダー（* 1936年）[139]
- 2月15日 - アル・マームド、バングラデシュの詩人（* 1936年）[140]
- 2月15日 - デイヴ・スミス（英語版）、アメリカ合衆国のアーキビスト、ウォルト・ディズニー・アーカイブス共同創業者（* 1940年）[141]
- 2月15日 - コフィ・バーブリッジ（英語版）、アメリカ合衆国のキーボーディスト、フルート奏者、テデスキ・トラックス・バンドメンバー（* 1961年）[142]
- 2月15日 - エリス・エイブリー（英語版）、アメリカ合衆国の小説家（* 1972年）[143]
- 2月16日 - 李鋭、中華人民共和国の歴史家、政治家、元毛沢東秘書（* 1917年）[144]
- 2月16日 - 八代健三郎、日本の実業家、元東海染工社長（* 1920年）[145]
- 2月16日 - 西田秀穂、日本の美術史家、東北大学名誉教授（* 1922年）[146]
- 2月16日 - セオドア・アイザック・ルービン（英語版）、アメリカ合衆国の精神科医、作家（* 1923年）[147]
- 2月16日 - リチャード・ガードナー、アメリカ合衆国の経済学者、外交官（* 1927年）[148]
- 2月16日 - セルジュ・メルラン（フランス語版）、フランスの俳優（* 1933年）[149]
- 2月16日 - 赤岩英夫、日本の分析化学者、群馬大学元学長・名誉教授（* 1933年）[150]
- 2月16日 - ドン・ブラッグ、アメリカ合衆国の陸上競技選手、1960年ローマオリンピック棒高跳金メダリスト（* 1935年）[151]
- 2月16日 - ブルーノ・ガンツ、スイスの俳優（* 1941年）[152]
- 2月16日 - チャールズ・ムンゴシ（英語版）、ジンバブエの詩人、作家（* 1947年）[153]
- 2月16日 - パトリック・カデル（英語版）、アメリカ合衆国の世論調査員、政治コンサルタント（* 1950年）[154]
- 2月17日 - 小泉清子、日本の実業家、着物研究家、鈴乃屋取締役名誉会長（* 1918年）[155]
- 2月17日 - ジョージ・メンドンサ、アメリカ合衆国の元軍人、「勝利のキス」写真の被写体となった水兵（* 1923年）[156]
- 2月17日 - 佐々木すみ江、日本の女優、声優（* 1928年）[157]
- 2月17日 - エセル・エニス（英語版）、アメリカ合衆国のジャズシンガー（* 1932年）[158]
- 2月17日 - 立川雅美、日本の銀行家、元安田信託銀行〈現みずほ信託銀行〉社長（* 1932年?）[159]
- 2月17日 - アミ・マヤーニ（英語版）、イスラエルの作曲家（* 1936年）[160]
- 2月17日 - シャバン・シャウリッチ（セルビア・クロアチア語版）、セルビアのターボ・フォークシンガー（* 1951年）[161]
- 2月18日 - ジャン・ペリソン（フランス語版）、フランスの指揮者（* 1922年）[162]
- 2月18日 - 村上碧舟、日本の書家、毎日書道展参与会員（* 1928年）[163]
- 2月18日 - 羽室幸明、日本の実業家、元グンゼ社長（* 1930年?）[164]
- 2月18日 - アレッサンドロ・メンディーニ（イタリア語版）、イタリアの建築家、プロダクトデザイナー（* 1931年）[165]
- 2月18日 - ウォーレス・ブロッカー、アメリカ合衆国の地球化学者（* 1931年）[166]
- 2月18日 - スタニスラフ・ミロタ（チェコ語版）、チェコの撮影監督、カメラマン、憲章77署名者（* 1933年）[167]
- 2月18日 - 佐藤孝志、日本の政治家、元高岡市長（* 1939年）[168]
- 2月18日 - トニー・マイヤーズ（英語版）、カナダの映画監督（* 1943年）[169]
- 2月18日 - ピーター・ウェルズ（英語版）、ニュージーランドの作家、映画監督（* 1950年）[170]
- 2月18日 - オニール・コンプトン（英語版）、アメリカ合衆国の俳優（* 1951年）[171]
- 2月19日 - ドン・ニューカム、アメリカ合衆国のMLB・プロ野球選手【ブルックリン・ドジャース、中日ドラゴンズほか】（* 1926年）[172]
- 2月19日 - カール・ラガーフェルド、ドイツのファッションデザイナー（* 1933年）[173]
- 2月19日 - ジュリオ・ブロージ（イタリア語版）、イタリアの俳優（* 1935年）[174]
- 2月20日 - 浅草ゆう子、日本の芸者（* 1923年）[175]
- 2月20日 - ケマル・カルパト（トルコ語版）、トルコの歴史家（* 1923年）[176]
- 2月20日 - ドミニク・アルジェント（英語版）、アメリカ合衆国の作曲家（* 1927年）[177]
- 2月20日 - クロード・ゴレッタ、スイスの映画監督、脚本家、テレビプロデューサー（* 1929年）[178]
- 2月20日 - フレッド・フォスター（英語版）、アメリカ合衆国の作詞家、音楽プロデューサー、モニュメント・レコード（英語版）創業者（* 1931年）[179]
- 2月20日 - チェロ・アロンゾ（英語版）、キューバ出身の女優（* 1933年）[180]
- 2月20日 - エッケハルト・ヴラシア（英語版）、ドイツのバリトン歌手（* 1938年）[181]
- 2月20日 - 山下泉、日本の建築家、多摩美術大学名誉教授（* 1941年）[182]
- 2月20日 - ヘーラルト・クルツ（オランダ語版）、オランダのキーボーディスト、アース・アンド・ファイアーメンバー（* 1947年）[183]
- 2月20日 - ヴィニー・ヴェラ（英語版）、アメリカ合衆国の俳優、コメディアン（* 1947年）[184]
- 2月20日 - マーク・ブランブル（英語版）、アメリカ合衆国の舞台演出家（* 1950年）[185]
- 2月20日 - ファビアン・クラン（英語版）、フランス出身のイスラム過激派活動家、2015年パリ同時多発テロ事件犯行声明の主（* 1978年）[186]
- 2月20日 - （訃報公表日）吉野匠、日本の小説家（* 生年不詳）[187]
- 2月21日 - ヒルデ・ザデク（英語版）、ドイツのソプラノ歌手（* 1917年）[188]
- 2月21日 - スタンリー・ドーネン、アメリカ合衆国の映画監督（* 1924年）[189]
- 2月21日 - ジャン＝クリストフ・ブノワ、フランスのバリトン歌手（* 1925年）[190]
- 2月21日 - スー・ケイシー（英語版）、アメリカ合衆国の女優（* 1926年）[191]
- 2月21日 - セケイラ・コスタ、ポルトガルのピアニスト（* 1929年）[192]
- 2月21日 - 林蕉園、日本の書家、毎日書道展名誉会員（* 1932年?）[193]
- 2月21日 - 井上哲夫、日本の政治家、元四日市市長・参議院議員（* 1938年）[194]
- 2月21日 - 鄂棟臣、中華人民共和国の地球科学者、南極探検家（* 1939年）[195]
- 2月21日 - ジャッキー・シェイン（英語版）、アメリカ合衆国のソウル／R&Bシンガー（* 1940年）[196]
- 2月21日 - ピーター・トーク、アメリカ合衆国の歌手、ベーシスト、俳優、モンキーズメンバー（* 1942年）[197]
- 2月21日 - 梅下隆芳、日本の経済政策学者、愛知教育大学名誉教授（* 1946年?）[198]
- 2月21日 - 礒淵猛、日本の実業家、紅茶評論家（* 1951年）[199]
- 2月21日 - 倉田冬樹、日本のギタリスト、ロックバンド「FEEL SO BAD」メンバー（* 1966年）[200]
- 2月22日 - モーガン・ウッドワード、アメリカ合衆国の俳優（* 1922年）[201]
- 2月22日 - 二代目笑福亭松之助、日本の落語家、タレント（* 1925年）[202]
- 2月22日 - 王業寧（中国語版）、中華人民共和国の物理学者（* 1926年）[203]
- 2月22日 - 加納実紀代、日本の女性史研究家、元敬和学園大学特任教授（* 1940年）[204]
- 2月22日 - ジェフ・アダチ（英語版）、アメリカ合衆国の弁護士、サンフランシスコ公選弁護人（* 1959年）[205]
- 2月22日 - ブロディ・スティーブンス（英語版）、アメリカ合衆国のコメディアン、俳優（* 1970年）[206]
- 2月22日 - クラーク・ジェームズ・ゲーブル（英語版）、アメリカ合衆国の俳優、テレビ番組司会者（* 1988年）[207]
- 2月23日 - 田中明男、日本出身の元軍人、元関東軍兵士（* 1927年）[208]
- 2月23日 - アイラ・ギトラー、アメリカ合衆国のジャズ評論家（* 1928年）[209]
- 2月23日 - 宮地貫一、日本の官僚、元文部事務次官（* 1928年?）[210]
- 2月23日 - キャサリン・ヘルモンド、アメリカ合衆国の女優（* 1929年）[211]
- 2月23日 - ジリアン・フリーマン（英語版）、イギリスの小説家、脚本家（* 1929年）[212]
- 2月23日 - 富永健一、日本の社会学者、東京大学名誉教授（* 1931年）[213]
- 2月23日 - ドロシー・マスカ（英語版）、ジンバブエ出身の南アフリカ共和国のジャズシンガー（* 1935年）[214]
- 2月23日 - 梶田昌宏、日本の政治家、元広島県上下町長（* 1943年?）[215]
- 2月23日 - ネストル・エスペニリャ（英語版）、フィリピンの銀行家、フィリピン中央銀行総裁（* 1958年）[216]
- 2月23日 - 樹美音、日本の歌手、女優（* 1959年）[217]
- 2月24日 - アーサー・パーディー（英語版）、アメリカ合衆国の生化学者（* 1921年）[218]
- 2月24日 - ドナルド・キーン、日本の 文学者、文芸評論家（* 1922年）[219]
- 2月24日 - マック・ワイズマン（英語版）、アメリカ合衆国のブルーグラスシンガー（* 1925年）[220]
- 2月24日 - アントワーヌ・ギゼンガ、コンゴ民主共和国の政治家、元同国首相（* 1925年）[221]
- 2月24日 - エルンスト＝ヴォルフガング・ベッケンフェルデ、ドイツの国法学者、元連邦憲法裁判所判事（* 1930年）[222]
- 2月24日 - 李学勤、中華人民共和国の歴史家、古文字学者（* 1933年）[223]
- 2月24日 - トーマス・ジャック・リー（英語版）、アメリカ合衆国の工学者、元マーシャル宇宙飛行センター長官（* 1935年）[224]
- 2月24日 - 小柳昌之、日本の実業家、元ハーバー研究所会長（* 1939年）[225]
- 2月24日 - 石崎一夫、日本の作曲家、奈良教育大学名誉教授（* 1940年?）[226]
- 2月24日 - 山本浩彩、日本の陶芸家、鳥取県指定無形民俗文化財保持者（* 1950年?）[227]
- 2月25日 - ジャネット・アシモフ（英語版）、アメリカ合衆国のSF作家、アイザック・アシモフ夫人（* 1926年）[228]
- 2月25日 - 見崎進、日本の元船員、元第五福竜丸操舵手（* 1927年）[229]
- 2月25日 - 松尾文夫、日本のジャーナリスト（* 1933年）[230]
- 2月25日 - ワルド・マシャード（英語版）、ブラジルのサッカー選手、元同国代表（* 1934年）[231]
- 2月25日 - 角硯舟、日本の書家（* 1934年?）[232]
- 2月25日 - 小澤熹、日本の教育学者、東北女子大学元学長・弘前大学元教育学部長・名誉教授（* 1937年）[233]
- 2月25日 - イーゴリ・マラシェンコ（ロシア語版）、ロシアの実業家、NTV共同創設者（* 1954年）[234]
- 2月25日 - マーク・ホリス（英語版）、イギリスのシンガーソングライター、トーク・トークメンバー（* 1955年）[235]
- 2月25日 - リサ・シェリダン（英語版）、アメリカ合衆国の女優、写真家（* 1974年）[236]
- 2月26日 - 佐藤安太、日本の実業家、タカラ（現タカラトミー）創業者（* 1924年）[237]
- 2月26日 - チャールズ・マッキャリー、アメリカ合衆国の元CIA工作員、小説家（* 1930年）[238]
- 2月26日 - 後藤完、日本の政治家、元岩手県胆沢町長（* 1945年?）[239]
- 2月26日 - アンディ・アンダーソン（英語版）、アメリカ合衆国のドラマー、元ザ・キュアー・ホークウインドメンバー（* 1951年）[240]
- 2月26日 - 後川清、日本の歌手、ものまねタレント（* 1952年）[241]
- 2月26日 - 石塚BERA伯広、日本のギタリスト、元筋肉少女帯メンバー（* 1965年）[242]
- 2月27日 - 小山やす子、日本の書家、文化功労者（* 1924年）[243]
- 2月27日 - ダグ・サンダム（英語版）、イギリスのドラマー、元ザ・フーメンバー（* 1930年）[244]
- 2月27日 - エドワード・ニクソン（英語版）、アメリカ合衆国の起業家、リチャード・ニクソン実弟（* 1930年）[245]
- 2月27日 - 廣田百合子、日本の書家、毎日書道展参与会員（* 1930年）[246]
- 2月27日 - フランス＝アルベール・ルネ、セーシェルの政治家、社会主義者、元同国首相・大統領（* 1935年）[247]
- 2月27日 - ブズワニ・D・モトビ（英語版）、ジンバブエの外交官、元駐日大使（* 1939年）[248]
- 2月27日 - 西川八重治、日本の芸妓、日本舞踊名古屋西川流師範（* 1943年?）[249]
- 2月27日 - ピエレット・フルティオー（フランス語版）、フランスの作家、ゴンクール賞受賞者（ *1941年）[250]
- 2月27日 - ラビンドラ・アディカリ、ネパールの政治家、同国文化観光相（ *1969年）[251]
- 2月28日 - 榎本隆司、日本の文学者、早稲田大学名誉教授（* 1928年）[252]
- 2月28日 - アンドレ・プレヴィン、ドイツ出身のアメリカ合衆国の指揮者、作曲家、ピアニスト（* 1929年）[253]
- 2月28日 - ゲルト・ザイフェルト、ドイツのホルン奏者（* 1931年）[254]
- 2月28日 - シャビエル・アルサリュス、スペインの政治家、元バスク民族主義党党首（* 1932年）[255]
- 2月28日 - エド・ビッカート（英語版）、アメリカ合衆国のジャズギタリスト（* 1932年）[256]
- 2月28日 - 浅地康平、日本の実業家、山喜房佛書林社長（* 1934年）[257]
- 2月28日 - 上野紀子、日本の絵本作家、画家（* 1940年）[258]
- 2月28日 - 花柳幻舟、日本の舞踊家、女優、作家、フェミニスト（* 1941年~1942年）[259]
- 2月28日 - ステファン・エリス（英語版）、アメリカ合衆国のベーシスト、元サバイバーメンバー（* 1950年?）[260]
- 2月28日 - 蔦岡孝則、日本の物理学者、広島大学教授（* 1959年）[261]